# مطبخ القرون الوسطى

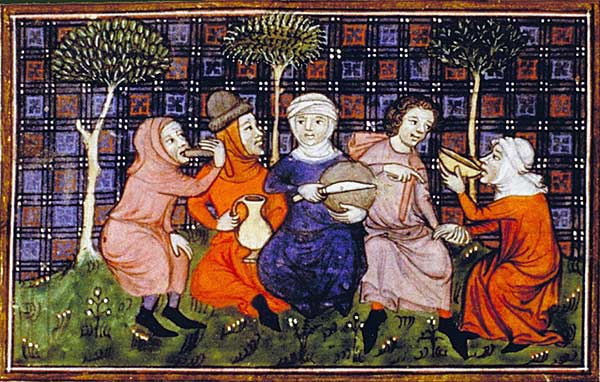
مجموعة من المسافرين يتقاسمون وجبة بسيطة من الخبز والشراب ..القرن الرابع عشر (14);.

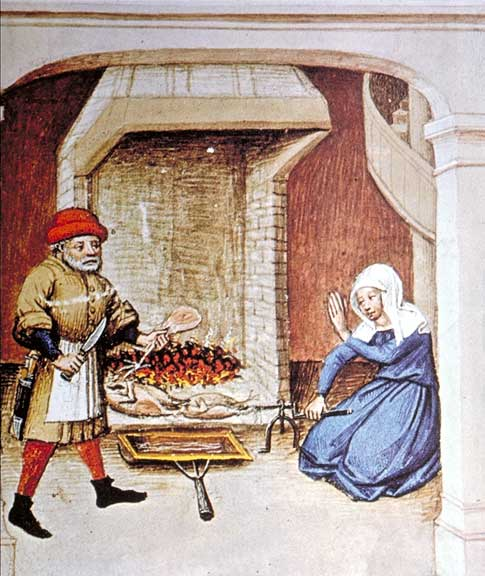
الطيور يتم شوائها وتحميصها على السيخ الحديد وتحت هذا السيخ، يوجد فوض ضيق لجمع المرق لاستخدامة في الصلصات او تغطية اللحوم بهذا الحساء، وديكاميرون، فلاندرز، عام 1432.

يتضمن مطبخ القرون الوسطى الأطعمة، عادات الأكل، وطرق الطهي من مختلف الثقافات الأوروبية خلال العصور الوسطى، وهي فترة تعود تقريباً من القرن الخامس إلى القرن السادس عشر. خلال هذه الفترة، تغيرت الوجبات الغذائية والطهي أقل في جميع أنحاء أوروبا مما كانت عليه في الفترة الوجيزة الحديثة المبكرة التي تلت ذلك. عندما ساعدت هذه التغييرات إرساء أسس المطبخ الأوروبي الحديث.
ظلت الحبوب المواد الغذائية الأكثر أهمية خلال العصور الوسطى المبكرة، كما وصل الأرز إلى أوروبا في وقت متأخر وتم إدخال البطاطس في عام 1536 بالتصدير الإسباني من العالم الجديد، مع موعد لاحق كثيراً للأستخدام على نطاق واسع. كان يؤكل الشعير والشوفان والجاودار بين الفقراء، والقمح للطبقات الحاكمة، كما الخبز، عصيدة، عصيدة والمعكرونة من قبل جميع أفراد المجتمع. كانت الفاصوليا أو الفول المدمس والخضروات مكملاً مهماً في النظام الغذائي القائم على الحبوب لانخفاض أوامر.(ف الفاصولياء اليوم تُعتبر من الحبوب الشائعة والمنتشرة وكانت كذلك من أصل العالم الجديد وأُدخلت بعد تبادل الكولومبي في القرن 16).
كان اللحم أكثر تكلفة وبالتالي أصبح له مكانة مرموقة، وعلى شكل لعبة كان الشئ الوحيد المشترك على طاولات طبقة النبلاء. كانت اللحوم التي يبيعها الجزار الأكثر انتشاراً من لحم الخنزير والدجاج والطيور الداجنة الأخرى، ولحم البقر، الذي يتطلب زيادة الأستثمار في الأراضي، وكان أقل شيوعاً. كان سمك القد والرنجة من الدعائم الأساسية بين سكان المناطق الشمالية؛ سواء أن كانت مجففة، مدخنة أو مملحة أنها شقت طريقها وانتشرت في المناطق الداخلية أيضاً، ولكن مجموعة متنوعة واسعة من غيرها من اسماك المياه المالحة والمياه العذبة كانت تؤكل أيضاً.
إن النقل البطئ وتقنيات حفظ الطعام والتي تقوم فقط على (التجفيف والتمليح والتدخين والتخليل) كل هذا يجعل تجارة العديد من الأطعمة التي تأتي من مسافات بعيدة مكلفة للغاية. وبسبب هذا، كان طعام طبقة النبلاء أكثر ميلاً للنفوذ الأجنبي من مطبخ الفقراء وكان يعتمد على التوابل الغريبة باهظة الثمن التي يتم استيرادها من البلدان الأخرى. كما في كل مستوى من مستويات المجتمع يقلد المستوى الذي يعلوه أو الذي فوقه والأبتكارات من التجارة الدولية والحروب الخارجية من القرن الثاني عشر (12) وما بعده ونشرها تدريجياً من خلال الطبقة المتوسطة العليا من مدن القرون الوسطى. وبصرف النظر عن عدم التوافر الاقتصادي للكماليات مثل التوابل، وحُرّمت وحظرت القرارات والفرمانات أستهلاك بعض الأطعمة المعينة على طبقات أجتماعية محددة والقوانين محدد للنفقات وأستهلاك واضح ومحدود بين الأثرياء الجدد. كما تُملي الأعراف والعادات الاجتماعية أن طعام الطبقة العاملة يكون أقل جودة؛ لأنه كان يُعتقد أن هناك تشابه طبيعي بين عمل الفرد وغذاءه فالعمل اليدوي يتطلب خشونة، وغذاء أرخص.
وهناك نوع من الطبخ المكرر أو النقى وضع في أواخر العصور الوسطى وهذا النوع يضع معايير بين النبلاء في جميع أنحاء أوروبا. وشملت التوابل الشائعة التي على درجة عالية من التتبيل الحلو الحامضي وهو مرجع نموذجي من المواد الغذائية في الطبقة العليا في القرون الوسطى ويضم الفيرجوس والنبيذ والخل في تركيبة مع التوابل مثل الفلفل الأسود والزعفران والزنجبيل. وكل هذا، جنباً إلى جنب مع الأستخدام الواسع النطاق من السكر أو العسل، ويعطي العديد من الأطباق نكهة حلوة حامضة. وكان اللوز أكثر شعبية كمادة مكثفة في الحساء، ويخني أو الطبخ، والصلصات، وخاصة حليب اللوز.

## المعايير الغذائية
كانت مأكولات ثقافات حوض البحر الأبيض المتوسط منذ العصور القديمة تعتمد على الحبوب وخاصةً أنواع مختلفة من القمح. وبعد ذلك أصبحت العصيدة والخبز من المحاصيل الغذائية الأساسية التي تكوّن غالبية السعرات الحرارية بالنسبة لمعظم السكان. فمن القرن الثامن (8) إلى القرن الحادي عشر (11) ارتفعت نسبة الحبوب المختلفة في النظام الغذائي من حوالي 1⁄3 إلي 3⁄4 . وظل الأعتماد على القمح شيئا مهماً طوال فترة عصر القرون الوسطى، وانتشرت شمالاً مع صعود وانتشار المسيحية. في المناخات الباردة، ومع ذلك، كان عادة لا يمكن تحمله لغالبية السكان، وكان مرتبطاً بالطبقات العليا. إن مركزية الخبز في الطقوس الدينية مثل القربان المقدس يعني أنه يتمتع بمكانة عالية خصوصًا بين المواد الغذائية. كان فقط زيت الزيتون والنبيذ قيمة قابلة للمقارنة، ولكن كلاهما ظلوا مقصورين تمامًا خارج المناطق الأكثر دفئاً لنمو العنب والزيتون. ويتضح الدور الرمزي للخبز على حد سواء بصفته رزق أو قوت ومادة في عظة قدمها القديس أغسطينوس والتي تقول:
 ...هذا الخبز يعيد رواية التاريخ الخاص بك... فأنت جلبت إلى أرض الطحن ودرس الحنطة هذه الأرض ملك الرب وتم طحنك ودرسك... وفي انتظار التعليم المسيحي، كنت مثل الحبوب المخزنة والمحفوظ بها في صومعة... وفي جرن المعمودية أنت تعجن في عجينة واحدة.. وفي فرن الأشباح المقدسة تخبز إلى خبز الله الحقيقي.

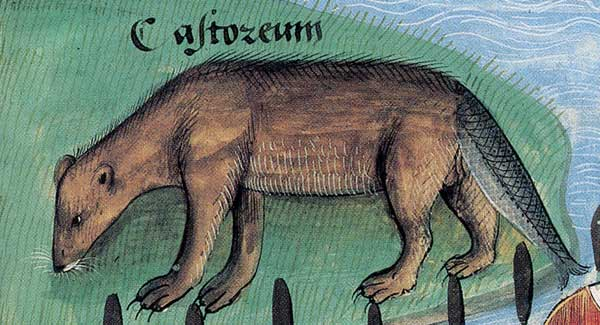
خلال العصور الوسطى كان يعتقد أن ذيول القندس كانت من هذا النوع مثل الأسماك التي يمكن أن تؤكل في أيام الصيام... كاليفورنيا. 1480.

ولقد كان للروم الكاثوليك وللكنائس الأرثوذكسية الشرقية وللتقويمات الخاصة بهم تأثير كبير على عادات الأكل؛ كان ممنوعا استهلاك اللحوم للمرة الثالثة كاملة من السنة بالنسبة لمعظم المسيحيين، بما في ذلك البيض ومنتجات الألبان (ولكن ليس الأسماك)، كان يُحظر عموما خلال الصوم الكبير أو الصوم العادي. بالإضافة إلى ذلك، كان من المعتاد لجميع المواطنين على الصيام قبل اتخاذ القربان المقدس، وكان هذا الصيام أحيانا لمدة يوم كامل ويتطلب تقشف شامل أو عدم الإسراف في الطعام والشراب.
إن كلاً من الكنائس الشرقية والكنائس الغربية اصدرت امرا بأن العيد يجب أن يتناوب مع الصوم. ففي معظم دول أوروبا، كانت أيام الجمعة أيام صيام، ولوحظ الصيام في أيام مختلفة وفترات أخرى، بما في ذلك الصوم الكبير وزمن المجيء (أي زمن مجيء المسيح). ولم يسمح بتناول اللحوم، والمنتجات الحيوانية مثل الحليب والجبن والزبدة والبيض، فقط السمك هو المسموح بتناوله. وكان الصوم مقصود ومعد لكبح الشهوة الجسديه (مثل الطعام) وتنشيط أو تقوية الروح وأيضا لتذكير الصائم بتضحية المسيح من اجل البشرية. وكانت النية والهدف من ذلك لا لتصوير بعض الأطعمة نجسة، وإنما لتلقين الإنسان درس روحي في ضبط النفس من خلال التقشف وعدم الإسراف في الطعام والشراب. وخلال أيام الصوم شديدة على وجه الخصوص، تم تخفيض عدد الوجبات اليومية أيضا إلى وجبة واحدة. وحتى لو احترمت معظم الناس هذه القيود عادة ما تكون هناك كفارة عند مخالفتهم لها، وكانت هناك أيضا طرق عديدة للتحايل علي تلك القيود، وهو صراع المثل العليا والممارسة.. لخصها الكاتب بريدجيت آن هينيش (Bridget Ann Henisch) والتي تقول:
 .... انه من طبيعة الإنسان ان يبني قفصا الأكثر تعقيدا من القواعد والانظمة التي من خلالها يعترض ويكبح نفسه، وبعد ذلك، ببراعة وتلذذ متساوية، يخضع عقله لمشكلة تتلوى منتصرةً مرة أخرى. كان الصوم الكبير تحديا، وكان لعبة لكشف الثغرات .

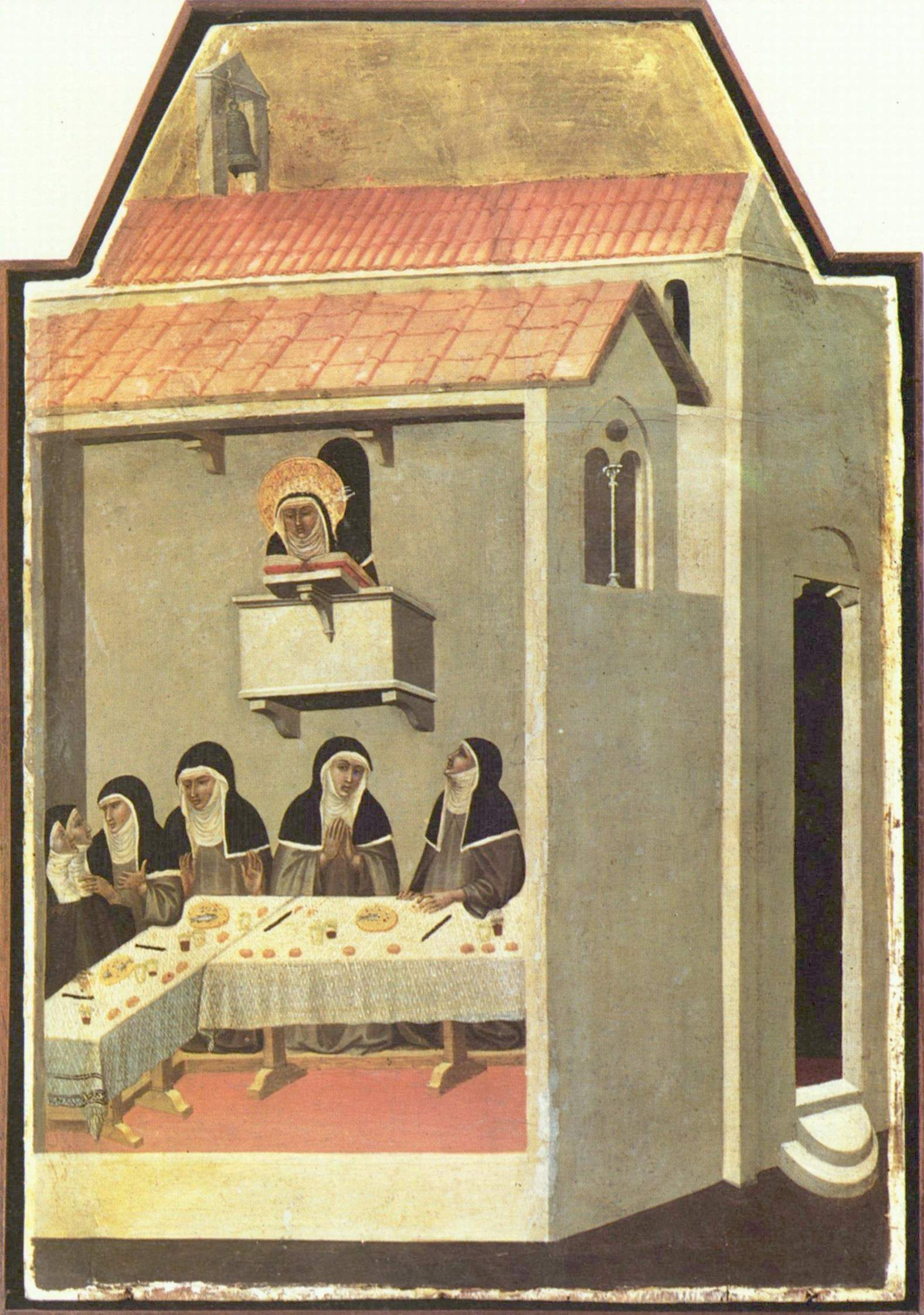
الراهبات تناول الطعام في صمت أثناء الاستماع إلى قراءة الكتاب المقدس. لاحظ استخدام إشارات اليد للتواصل، وحياة السعادة والمباركه.

في حين أن المنتجات الحيوانية التي ينبغي تجنبها خلال أوقات التكفير عن الذنب، غالبا ما سادت تنازلات واقعية. وغالبا ما أمتد تعريف «الأسماك» للحيوانات البحرية وشبه المائية مثل الحيتان والأوز والبفن puffins (وهو طائر بحري) وحتى القنادس. واختيار المكونات قد تكون محدودة، ولكن هذا لا يعني أن وجبات الطعام كانت أصغر. ولم يكن هناك أي قيود ضد شرب أو أكل الحلويات فقد كان نظاماً معتدلاً في ذلك. إن المآدب التي عُقدت في أيام الاسماك (أي الايام التي يسمح فيها بتناول الاسماك) يمكن ان تكون رائعة، وكانت أيضا مناسبات شعبية بتقديم طعام خيالي والذي فيه تقليد للحوم والجبن والبيض في اشكال عديدة مبتكرة، فالاسماك يمكن ان تكون مصبوبة ومشكلة لتبدو وكأنها لحم الغزال والبيض الخيالي الذي يمكن ان يصنع من خلال حشو قشر البيض الفارغ ببطارخ السمك وحليب اللوز وطهيه على الفحم. في حين اتخذ مسؤولي الكنيسة البيزنطية نهج متشدد، وتثبيط أي تحسين لمحاولة الطهي لرجال الدين، وكانت نظرائهم الغربيين أكثر تساهلا. وكان هناك أيضا عدم نقص في التبرم والتذمر حول قسوة الصيام بين طبقة العلمانيين. وأثناء الصوم الكبير، الملوك والأطفال، العوام الذين ينتمون إلى عامة الشعب والنبل الذين ينتمون إلى طبقة النبلاء، اشتكوا جميعا من حرمانهم من اللحوم لاسابيع طويلة وقاسية من التأمل الرسمي لخطاياهم. في الصوم الكبير، حُذر أصحاب المواشي ليتجنبوا ويحترسوا من الكلاب الجائعة المصابة بالإحباط بسبب الحصار الشديد بسبب الصوم الكبير وعظام الاسماك.
كان الاتجاه من القرن الثالث عشر (13) فصاعدا نحو تفسير قانوني أكثر للصيام. كان النبلاء حريصون على عدم أكل اللحوم في أيام الصيام، ولكن لا يزال تناول الغداء على النمط أو النحو التالي: الاسماك حلت محل اللحوم، وغالبا تقليد لحم الخنزير المدخن ولحم الخنزير المقدد؛ وكان حليب اللوز يحل محل الحليب الحيواني لانه عالي التكلفة ليس كبديل عن الالبان عن الالبان البيض فو مصنوع من حليب اللوز تم طهيه مع قشر البيض المهشم، المنكه والملون بالتوابل الخاصة. وفي بعض الحالات يبرز ويفوق الإسراف على طاولات النبلاء من قبل اديرة البينديكتين (Benedictine ) الذي خدم ما يصل إلى ستة عشر دورات خلال أيام معينة من العيد. وهناك استثناءات كثيرة من الصيام وضعت من اجل مجموعات محددة جدا بصفه عامة.اعتقد توماس الأكويني Thomas Aquinas) 1225 – 1274 ) انه ينبغي تقديم الأعفاء للاطفال والمسنين والحجاج والعمال والمتسولين، ولكن ليس للفقراء طالما كانت لديهم نوعا من المأوى. وهناك العديد من الاعتبارات وحسابات من أعضاء الرهبانيات الذين انتهكوا قيود الصيام من خلال تفسيرات ذكية من الكتاب المقدس. حتي المرضى كانوا معافون من الصيام، وتطورت هناك في كثير من الأحيان فكرة أن قيود الصيام تطبق فقط على منطقة الطعام الرئيسية، والعديد من الرهبان وببساطة يستطيعون أكل وجباتهم اليومية السريعة فيما بعد ذلك سيتطور إلى الرحمة بدلا من غرفه الطعام. سعى مسؤولون دير كاثوليكي معينون حديثا لتعديل مشكلة التهرب من الصيام ليس فقط عن طريق الإدانات الأخلاقية، ولكن عن طريق التأكد من أن اطباق معدة اعدادا جيدا غير اطباق اللحم التي تكون متوفرة في أيام الصيام.

كان المجتمع في القرون الوسطى في غاية الطبقية. في الوقت الذي كانت فيه المجاعة شيئا عاديا وشائعا غالبا ما طُبقت التسلسلات الهرمية الاجتماعية بوحشية، فكان الطعام علامة هامة على الوضع الاجتماعي وإن هذه الطريقة لا يوجد ما يعادلها اليوم في معظم البلدان المتقدمة. وفقا للمعيار الأيديولوجي، تألف المجتمع من ثلاثة طبقات وهم: (العوام أو الطبقة العاملة وهم إلى حد بعيد أكبر شريحة أو مجموعة – ورجال الدين – والنبلاء). وكانت العلاقة بين طبقات المجتمع هرمية بدرجة صارمة وشديدة، مع ادعاء النبلاء ورجال الدين بإقطاعية الدنيوية والروحية أكثر من العوام (أي عامة الشعب). وضمن طبقة النبلاء ورجال الدين كان هناك أيضا عددا من الرتب تتراوح بين الملوك والباباوات إلى الدوقات والأساقفة ومرؤوسيهم، مثل الإقطاعيون والكهنة. وكان متوقع للإنسان ان يبقى في طبقة اجتماعية واحدة لا ينتقل لطبقة اخري ويحترم سلطة الطبقات الحاكمة. وكانت السلطة السياسية تظهر ليس فقط من خلال الحكم ولكن أيضا من خلال الثروة. يتناول النبلاء الغداء من لحم الطرائد الطازج المُتبل بالتوابل الغريبة والخاصة، وتظهر أيضا اداب الطعام والمائدة اما بالنسبة للعمال فهم يتناولون خبر الشعير الخشن ولحم الخنزير المملح مع الفاصوليا وغير متوقع لديهم ان يستخدموا الايتيكيت اواداب السلوك. والتوصيات الغذائية مختلفة: اعتبر النظام الغذائي في الطبقات العليا أن يكون بقدر ما هو شرط من دستورهم المادي كدليل على الواقع الاقتصادي. وقد خُلق الجهاز الهضمي للرب ليكون أكثر قدرة على التمييز من التابعين له وطالبى الطعام.
في أواخر العصور الوسطى، وثروة متزايدة من تجار الطبقة الوسطى والتجار يعني أن العوام بدأت محاكاة الطبقة الأرستقراطية، وهددوا بكسر بعض الحواجز الرمزية بين طبقة النبلاء والطبقات الادني والاقل. وجاء الرد في شكلين: تحذير الأدب التعليمي من مخاطر التكيف مع نظام غذائي غير مناسب لفئة أو طبقة الفرد  والقوانين محدد للنفقات التي وضعت غطاء على الإسراف في موائد العوام.

وكان لعلم الطب في العصور الوسطى تأثيرا كبيرا على ما كان يعتبر صحي ومغذي بين الطبقات العليا. وكان نمط حياة الفرد بما يشمل (النظام الغذائى والتمارين والسلوك الاجتماعي المناسب والعلاجات الطبية المناسبة) يعتبر الطريق لصحة جيدة وتم تحديد لجميع أنواع الطعام بعض الخصائص التي تؤثر على صحة الفرد. تم تصنيف جميع المواد الغذائية أيضا على مستويات تتراوح من الساخن إلى البارد ومن الرطب الي الجاف، وفقا لنظرية الأربعة أنواع من المزاج أو المود الجسدي التي اقترحها جالينوس التي سادت العلوم الطبية الغربية من أواخر العصور القديمة حتى القرن السابع عشر (17).
يعتبر علماء القرون الوسطى عملية هضم الإنسان للطعام أن تكون عملية مماثلة إلى الطبخ. كان ينظر إلى معالجة الطعام في المعدة كأنه استمرار الإعداد بدأت بطهي الطعام. من أجل ان يكون الطعام مطبوخا بشكل صحيح والعناصر الغذائية التي سيتم امتصاصها بشكل صحيح، كان من المهم أن تُملأ المعدة بطريقة مناسبة. فانه يتم تناول الأطعمة سهلة الهضم الأول، وتليها أطباق أثقل تدريجيا. وإذا لم يُحترم هذا النظام كان يُعتقد أن الأطعمة الثقيلة سوف تنزل إلى قاع المعدة، وبالتالي عرقلة قناة الهضم، وبسبب هذا سوف يكون هضم الطعام يسير ببطء شديد ويسبب تعفن الجسم ويشعر بمزاج سيئ (أي ارتباك) في المعدة. وكان أيضا من الأهمية الحيوية ان الطعام ذو الخصائص المختلفة لا يتم خلطه.
وقبل وجبة الطعام، يُفضل للمعدة أن «تفتح» بواسطة فاتح للشهية وكان يفضل ان يكون ذات طابع حار وجاف مثل: الحلويات او السكاكر المصنوعة من السكر أو العسل والتوابل المغلفة مثل الزنجبيل والكراوية وبذور يانسون والشمر أو الكمون، والنبيذ والمشروبات المحلاة المدعمة بالحليب. كما تم فتح المعدة، فإنه ينبغي بعد ذلك «إغلاقها» في نهاية الوجبة مع مساعدة من الجهاز الهضمي، والأكثر شيوعا هو اقراص الحلوي، والتي خلال العصور الوسطى تتألف من كتل متبلة بالسكر، أو الهيبوكراس (وهو عبارة عن شراب من النبيذ مخلوط بالسكر والتوابل)، والنبيذ بنكهة التوابل العطرة، جنبا إلى جنب مع الجبن القديم. فمن المثالي ان تبدأ الوجبة بتناول فاكهة سهلة الهضم مثل التفاح. وعندئذ يمكن ان نتناول بعده الخضار مثل الخس، والملفوف، والرجلة او البقلة (وهو نبات عشبي)، والأعشاب والفواكه الرطبة واللحوم الخفيفة، مثل الدجاج أو طفل الماعز او الماعز الصغير مع الحساء والمرق. وبعد ذلك تاتي اللحوم الثقيلة، مثل لحم الخنزير ولحم البقر، وكذلك الخضروات والمكسرات، والتي تشمل الكمثري والكستناء (الذي يعرف باسم أبو فروة أو شاه بلوط) وكلاهما يعتبر صعب الهضم. وكانت شعبية ومشهورة، وموصى بها من قبل الخبرات الطبية، ان تنهي الوجبة بالجبن القديم والوجبات المتعددة سهلة الهضم.
كان الطعام الأكثر مثالية هو الذي يطابق إلى حد كبير مزاج البشر أي انه لابد ان يكون معتدل الدفئ ورطب. ويفضل أن يكون الطعام أيضا مفروما فرما ناعما، ويُطحن لتحقيق مزيج جيد بين المكونات جميعها. وكان يعتقد ان النبيذ الأبيض يكون أكثر برودة من الأحمر، وطبق نفس التمييز إلى الخل الأحمر والأبيض. كان الحليب معتدل الدافئ ورطب، ولكن كثيرا ما كان يعتقد أن الحليب يختلف باختلاف الحيوانات. واعتُبر صفار البيض أن يكون دافئ ورطب بينما كان البياض بارد ورطب. وكان من المتوقع أن يتوافق الطهاة المهرة الرجيم أو نظام غذاء مع المزاج الطبى. حتي لو كان هذا يجعل مجموعات الطعام التي يمكن ان تُعد محدودة، كان لا يزال هناك مجالا واسعا للاختلاف الفني من قبل الطهاة.

إن محتوى السعرات الحرارية وهيكل النظام الغذائي في العصور الوسطى اختلفت على مر الزمن، من منطقة إلى أخرى، وبين الطبقات. ومع ذلك، بالنسبة لمعظم الناس، يميل النظام الغذائى على ان يكون عالي الكربوهيدرات، من معظم الميزانية التي تنفق، والغالبية السعرات الحرارية تاتي من الحبوب والكحول (مثل البيرة). وعلى الرغم من ان اللحوم ذات قيمة عالية من قبل الجميع، فالطبقات الادني غالبا ما لا يمكن تحملها، ولم يسمح لهم من قبل الكنيسة، بأن يستهلكوها ويتناولوها كل يوم. في إنجلترا في القرن الثالث عشر (13) ساهمت اللحوم كجزء ضئيل من السعرات الحرارية في نظام الغذاء بالنسبة لعامل الحصاد النموذجي، ومع ذلك، زادت حصتها بعد الموت الأسود (أي انتشار الطاعون)، وبحلول القرن الخامس عشر (15)، قدمت حوالي 20٪ من المجموع ككل. حتى بين طبقة النبلاء العلمانيين بانجلترا في القرون الوسطى، ووفرت الحبوب 65-70% من السعرات الحرارية في بداية القرن الرابع عشر (14)، وبالرغم من توفير الطعام الكثير من اللحوم والاسماك، وزيادة استهلاكهم للحوم في أعقاب الموت الأسود كذلك. ففي بدايات القرن الخامس عشر (15) وفي واحد من المنازل الإنجليزية الارستقراطية والذي فيه سجلات مفصلة متاحة فتلقى أعضاء الاسرة النبلاء شيئا صاعق ومزهل وهو 3.8 رطلا (1.7 كجم) من اللحوم المتنوعة في وجبة اللحوم النموذجية في الخريف و2.4 رطلا (1.1 كجم) في الشتاء بالإضافة إلى 0.9 رطلا (0.41 كجم) من الخبز و1⁄4 جالون (1.1 لتر – 0.30 جالون أمريكي) من البيرة أو ربما النبيذ (. ولما كان هناك وجبتين اللحوم يوميا، خمسة أيام في الأسبوع، ما عدا خلال الصوم الكبير). وفي منزل هنري ستافورد عام 1469 تلقى اعضائه النبلاء 2.1 رطلا (0.95 كجم) من اللحم لكل وجبة ونال الاخرون 1.04 رطلا (0.47 كجم) واعطي الجميع 0.4 رطلا (0.18 كجم) من الخبز و1⁄4 جالون (1.1 لتر – 0.30 جالون أمريكي) من الكحول. وعلى مقدمة هذه الكميات، يأكل بعض أفراد هذه الأسر (عادة، الاقلية) وجبة الإفطار والتي لا تشتمل علي أي لحوم والتي على الارجح ما تشتمل على 1⁄4 جالون (1.1 لتر – 0.30 جالون أمريكي) من البيرة وكميات غير محددة من الخبز والمزر (نوع من أنواع الجعة أو البيرة) التي يمكن ان تُستهلك بين الوجبات. ويختلف النظام الغذائى لرب الاسرة بعض الشئ عن هذا الهيكل، والتي تشمل لحوم حمراء اقل والحيوانات البرية ذات جوده عالية والاسماك الطازجة والفواكة والبيره والنبيذ.
ففي الاديرة، وضع الهيكل الاساسي للنظام الغذائى بواسطة سيادة سانت بنديكت السادس عشر في القرن السابع (7) وتشديد من قبل البابا بنديكتوس الثاني عشر في عام 1336، ولكن كان (كما ذكر أعلاه) الرهبان بارعون في العمل وفق هذه القواعد. اقتصر النبيذ على 10 اوقيه أو اونصه (وهي وحدة للوزن) أي يعادل (280 ملي – 9.6 اوقية أمريكي) في اليوم الواحد، ولكن لم يكن هناك حد مماثل على البيرة، وفي كنيسة وستمنستر، أعطي كل راهب 1 جالون بدل (4.5 لتر – 1.2 جالون أمريكي) من البيره يوميا. كان محظور اللحوم من (الحيوانات ذات الاربع ارجل) تماما، على مدار السنة ، للجميع ولكن ليس محظورا على المرضى والضعاف جدا. وقد عُمل بهذا في جميع الانحاء من خلال اولاً اعلان ان تشكيلة اللحوم او لحوم الاحشاء ومختلف أنواع الاطعمة المصنعة مثل لحم الخنزير المقدد لم تكن لحوما. ثانيا، يتضمن الاديرة غرفة تسمي بغرفه الرحمة ، حيث انه غير مسموح لحكام دير سانت بنديكت بالدخول حيث يوجد عدد كبير من الرهبان ياكلون. فإن كل راهب يُرسل بانتظام إلى غرفه الرحمة أو غرفة الطعام. عندما حكم البابا بنديكتوس الثاني عشر أن ما لا يقل عن نصف جميع الرهبان يجب ان يتناولون الطعام في غرفه الطعام في أي يوم من الايام، ورد الرهبان باستبعاد المرضى والمدعوين إلى طاولة أبوت من حسبانهم واعتبارهم. وعموما ، سمح راهب في كنسية وستمنستر Westminster Abbey في اواخر القرن الخامس عشر (15) بتناول 2.25 رطلا (1.02 كجم) من الخبز لليوم الواحد وخمس بيضات لليوم الواحد ماعدا يوم الجمعة ويوم الصوم الكبير و2 رطلا (0.91 كجم) من اللحم لليوم الواحد ، اربع أيام في الاسبوع ما عدا الأربعاء والجمعة والسبت ما عدا زمن المجيء (أي زمن مجيء المسيح) والصوم الكبير ، و2 رطلا (0.91كجم) من السمك لليوم الواحد ثلاثة أيام في الاسبوع وفي كل يوم خلال زمن المجيء والصوم الكبير. هذا الهيكل من السعرات الحرارية يعكس جزئيا حالة الطبقة العليا الاديرة في اواخر العصور الوسطي في إنجلترا، وجزئيا من كنيسة وستمنستر Westminster Abbey ، الذي كان واحدا من أغنى الأديرة في البلد؛ وكانت الوجبات الغذائية للرهبان في الاديرة الاخري أكثر تواضعا.
إن السعرات الحرارية عموما تخضع لبعض الجدل. فواحد من التقديرات النموذجيه هو ان الذكور الفلاحين الراشدين يحتاج 2.900 سعر حراري (12.000كجم) لليوم الواحد ، وبالنسبة للانثى الراشدات تحتاج 2.150 سعر حراري (9.000 كجم). وقد اقتُرحت كل من التقديرات الاقل والاعلي . أولئك الذين يعملون في العمل البدني الثقيلة بشكل خاص، وكذلك البحارة والجنود، قد يستهلكون 3.500 سعر حراري (15.000 كجم) أو أكثر لليوم الواحد. وهناك ماخذ من الارستقراطيين انها قد تصل من 4.000 الي 5.000 سعر حراري (من 17.000 الي 21.000 كجم) لليوم الواحد. يستهلك الرهبان 6.000 سعر حراري (25.000 كجم) لليوم الواحد في الايام العادية ، و4.500 سعر حراري (19.000 كجم) لليوم الواحد في أيام الصيام. ونتيجة لهذه التجاوزات، وكان البدانة شائعة بين الطبقات العليا. وإن الرهبان خاصة في كثير من الأحيان يعانون من السمنة ذات الصلة (في بعض الحالات) بحالات مثل التهاب المفاصل.

كانت التخصصات الإقليمية التي هي سمة من سمات المأكولات الحديثة والمعاصرة ليس في الأدلة التي في الوثائق المتناثرة التي نجت وظلت موجودة حتي الآن. بدلا من ذلك، فمطبخ القرون الوسطى يمكن أن يكون متباين ومختلف في الحبوب والزيوت التي تشكل المعايير الغذائية واجتازت العرقية وبعد ذلك الحدود الوطنية. كان التباين الجغرافي في الأكل في المقام الأول نتيجة للاختلافات في المناخ، والإدارة السياسية، والعادات والتقاليد التي تختلف في جميع أنحاء القارة. فعلى الرغم من التعميمات الشاملة التي ينبغي تجنبها، أكثر أو أقل مناطق متميزة حيث يوجد فيها هيمنة لبعض المواد الغذائية يمكن تمييزها. وفي الجزر البريطانية، وكان شمال فرنسا، والبلدان المنخفضة، والمناطق الشمالية الناطقة بالألمانية والدول الإسكندنافية ودول البلطيق المناخ عموما قاسياً جدا لزراعة العنب والزيتون. وفي الجنوب، وكان النبيذ الشراب الأكثر شيوعا لكلا الاغنياء والفقراء على حد سواء (على الرغم من عامة الشعب كانوا عادةً يكتفون بالنبيذ الرخيص المعصور للمرة الثانية)، في حين كان البيرة او الجعة شراب عامة الشعب في الشمال وكان النبيذ مكلف وباهظ الثمن للاستيراد. كانت ثمار الحمضيات (وإن لم تكن الأنواع الأكثر شيوعا اليوم) والرمان كان منتشر في نواحي لبحر الأبيض المتوسط. وكان التين المجفف والتمر متوفر في الشمال ولكن استخدموا باعتدال وبشكل مقتصد في الطبخ.
وكان زيت الزيتون عنصرا موجودا في كل مكان في جميع أنحاء البحر الأبيض المتوسط، ولكنه كان سلعة مكلفة الثمن لاستيراده في الشمال حيث كانت الزيوت تاتي من الخشخاش والجوز والبندق وشجر البندق أيضاً وكانت بدائل باسعار معقولة. واستخدمت الزبدة والدهن في كميات كبيرة، خاصة بعد وفيات رهيبة أثناء الموت الأسود جعلتهم أقل ندرة، واستُخدمت في المناطق الشمالية والشمالية الغربية، وخاصة في البلدان المنخفضة والمتدنية. ويكاد يكون الطهي العالميا في الطبقة المتوسطة والعليا في جميع انحاء أوروبا باستخدام اللوز الذي كان في كل مكان ومتنوعا للغاية وهو حليب اللوز والذي تم استخدامه كبديل في الاطباق التي البيض أو اللبن ، على الرغم من أن تشكيلة من اللوز المر توفر بكميه كبيرة بعد ذلك.

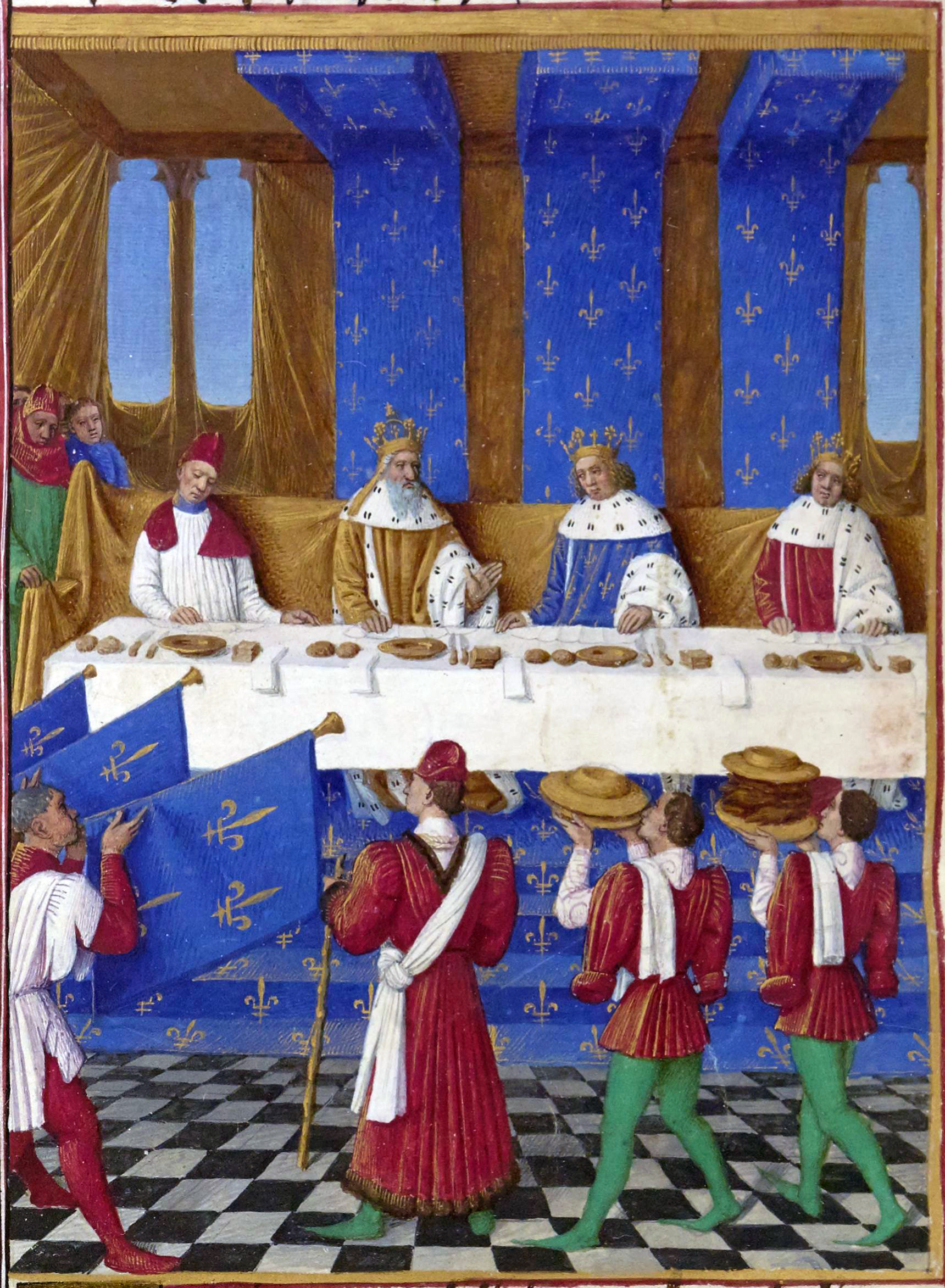
المأدبة المقدمة في باريس عام 1378 من قبل شارل الخامس من فرنسا (في المنتصف ويرتدي الزي الأزرق) لتشارلز الرابع، الإمبراطور الروماني المقدس (في اليسار) وابنه وينسيسلوس، ملك الرومان. ولكل متناول للعشاء اثنين من السكاكين، وعاء مربع للملح، منديل، الخبز و
طبق؛ من قبل جان فوكيه، 1455-1460..

في أوروبا كانت هناك عادة وجبتين في اليوم: عشاء في منتصف النهار وعشاء أخف وزنا في المساء. ظل نظام ثنائي وجبة ثابتة طوال العصور الوسطى المتأخرة. وكانت الوجبات الصغيرة المتوسطة منتشرة وشائعة، ولكنها أصبحت مسألة تتعلق بالوضع الاجتماعي، مثل اولئك الذين لم يكن ليدهم عمل يدوي يمكن ان يتخلوا عنها. كان الاخلاقيين او علماء الاخلاق يرفضون كسر في وقت مبكر خلاص الليل وتجنب أعضاء الكنيسة ومثقفوا طبقة النبلاء ذلك. لأسباب عملية، وكان الإفطار لا يزال يؤكل من قبل الرجال العاملين، وكان السكوت للأطفال الصغار والنساء والمسنين والمرضى. ولان الكنيسة اوصت ضد الشراهة والضعف في تناول اللحم، مال الرجال للخجل في تناول الإفطار. واعتبرت المآدب العشاء الفخم مع المشروبات الكحولية غير أخلاقية. وهذا الشئ الاخير ارتبط خصيصا مع القمار، لغة الخام، والسكر أو الثمالة، والفعل المنافي للحشمة. وكانت وجبات الطعام الصغيرة والوجبات الخفيفة منتشرة وشائعة (على الرغم أيضا من انها كانت مكروه من قبل الكنيسة)، والرجال الذين يعملون يتلقون عادة إعانة من أرباب عملهم من أجل شراء غذاء وطعام، فتات صغيرة إلى أن تؤكل أثناء فترات الراحة.

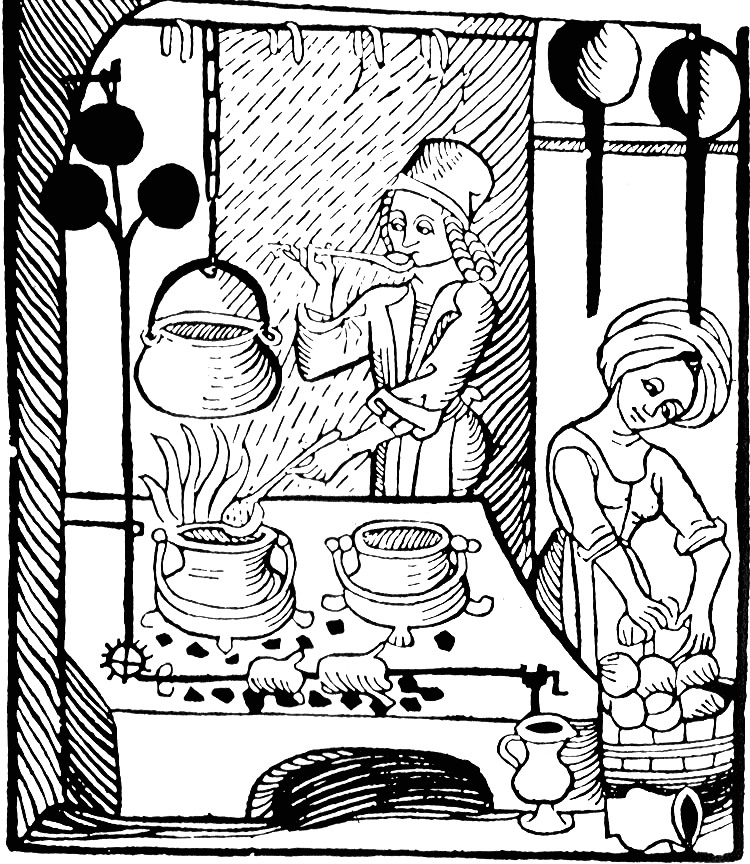
طباخ في الموقد بمغرفة؛ وهذا الإيضاح نقش خشبي من كوتشينميستري، كتاب الطبخ المطبوع الأول في الألماني، نقش خشبي، 1485.

تضمّنت كل أنواع الطهي الاستعمال المباشر للنار.لم تظهر مواقد المطبخ حتي القرن الثامن عشر (18)، وكان لابد للطهاة ان يعرفوا كيفية الطهي مباشرا على نار مفتوحة. واستُحدمت الأفران، ولكنها كانت مكلفة لبنائها وكانت موجودة فقط في الاسر الكبيرة إلى حد ما وفي المخابز. وكان من الشائع في المجتمع ان تكون ملكية الفرن ملكية مشتركة لضمان ان الخبز شئ ضروري لكل فرد ويقدم بشكل عمومي وليس بشكل خاص لفئة معينة. وكانت هناك أيضا أفران المحمولة المصممة لتكون مليئة بالطعام ثم دفن في الجمر أو الفحم الساخن، وحتى الكبيرة منها على العجلات كانت تستخدم لبيع الفطائر في شوارع المدن في القرون الوسطى. ولكن بالنسبة لمعظم الناس، كان يعد نقريبا كل الطبخ في قدور الحساء البسيطة، لان هذا كان الاستخدام الأكثر كفاءة للحطب ولم يكن يهدر سوائل وعصارة الطبح الثمينة، مما جعل الطبخ والحساء من الاطباق الأكثر شيوعا وانتشارا. وعموما، تشير معظم الأدلة على أن أطباق القرون الوسطى كان على نسبة عالية من الدهون إلى حد ما، أو على الأقل تدل على نسبة الدهون التي تُقدم في تلك الفترة. وان هذا اعتُبر اقل المشكلات في وقت ينتشر فيه الكد الني يقصم الظهور، والمجاعة، وقدر أكبر من قبول السمنة والرغبة بها، وكان فقط النساء المفقراء والمرضى، والزاهدون عن الطعام، هم فقط النحاف .
و إندمجت الفاكهة بسهولة مع اللحوم والأسماك والبيض. وتمثلت مكونات فطيرة البريملنت وهي فطيرة السمك من جمع الوصفات «اشكال البطخ»، وتتضمن خليطاً من التين والزبيب والتفاح والكمثري مع سمك (السلمون وسمك الكودلنج وسمك الحدوق) وخوخ منزوع النوي تحت القشرة العليا. واعتبر أنه من المهم التاكد من أن الطبق يتفق مع المعايير المعاصرة للطب وعلم التغذية. وهذا يعني ان الطعام لابد ان يكون مُخفّف وفقا لطبيعته بواسطه توليفة مناسبة من الاعداد وخلط مكونات معينة، من البهارات والتوابل، وكان ينظر للاسماك على انها باردة ورطبة، وأفضل طهي هو الذي يكون يكون بطريقة ساخنة وتجفيفها مثل القلي أو الخبز، وتتبيلها بتوابل حارة وجافة، وكانت لحوم البقر جافة وحارة، وبالتالي ينبغي ان تكون مسلوقة، وكان لحم الخنزير حار ورطب، لذا ينبغي دائما ان يكون مشوي أو محمص. وفي بعض مجموعات الوصفات والمكونات، تم تعيين المكونات البديلة بمراعاة طبيعة الخلط اكتر من ان يكون الطبخ الحديث متشابه في الذوق. ففي وصفة لفطيرة السفرجل، يقال ان الملفوف يعمل بشكل جيد واخرون يقولون انه نبات اللفت يمكن ان يحل محل الكمثري.
لم تظهر فطيرة الشورتكراست وهي نوع من أنواع المعجنات في الوصفات حتي القرن الخامس عشر (15). وقبل هذا كانت المعجنات تستخدم في المقام الأول ك وعاء للطهي كتقنية تعرف باسم «هوف معجن» وهي عبارة عن عجين سميك يوضع بداخلة الطعام. وهناك مجموعات وصفات للطهي موجودة تُظهر ان فن الطهي أو الأكل في العصور الوسطي المتاخرة تطور بشكل كبير. تقنيات وأساليب جديدة مثل فطيرة الشورتكراست وتوضيخ الجيلي مع بياض البيض بدأت في الظهور في وصفات للطهي في اواخر القرن الرابع عشر (14) وبدأت الوصفات في الاشتمال على تعليمات مفصلة بدلا من ان تكون مجرد معلمات بسطة للتذكرة للطهي بمهارة.

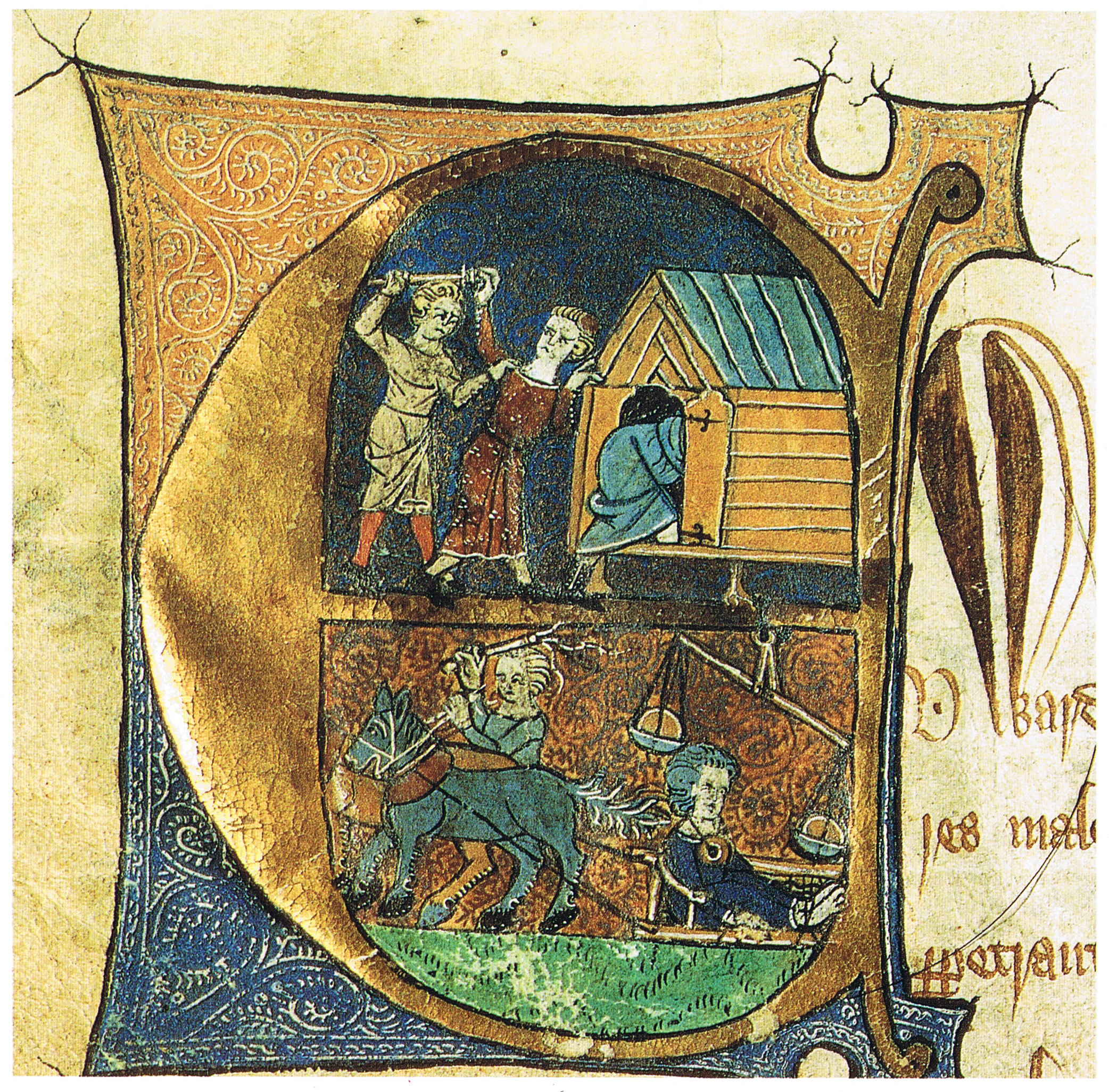
خباز تم القبض عليه في محاولة لعش العملاء والمشتريين ويعاقب من خلال الانجرار في انحاء المجتمع على مزلقة مع رغيف من الخبز المخالف ملفوف حول عنقه.

إن الفترة بين 500 و1300 بعد الميلاد شهدت تغيراً كبيراً في النظام الغذائى الذي أثر على معظم دول أوروبا. أدت الزراعة الكثيفة على مساحة متزايده للتحول من المنتجات الحيوانية، مثل اللحوم ومنتجات الألبان، إلى الحبوب والخضروات الغذائية كغذاء لأغلبية السكان. قبل القرن الرابع عشر (14) لم يكن الخبز منتشراً بين الطبقات الأدني والاقل، وخاصة في الشمال حيث ان القمح أكثر صعوبة في النمو. وإن النظام الغذائى الذي يحتوي على الخبز أصبح تدريجياً أكثر شيوعاً خلال القرن الخامس عشر (15) وحل محل وجبات الطعام المتوسطة الدافئة التي كانت من العصيدة أو أصناف اخري تقوم على العصيدة. وكان الخبز المخمر أكثر شيوعاً في المناطق التي تشهد نمواً للقمح في الجنوب، في حين ظلت الكعكة الخالية من الخمير التي يوجد بها الشعير، والجاودار أو الشوفان أكثر شيوعا في المناطق الشمالية والمرتفعات، وكان الكعكة الخالية من الخمير شائعه أيضا كمؤن وقوت للقوات والعساكر.
و كانت الحبوب الأكثر شيوعاً هي الجاودار أو الشيلم، والشعير، والحنطة السوداء أو القمح الأسود، والدخن، والشوفان. وظل الأرز سلعة استيراد باهظة الثمن إلى حد ما لمعظم العصور الوسطي وكانت تزرع في شمال إيطاليا فقط لنهاية الفترة. وكان القمح شائعاً ومنتشراً في جميع انحاء أوروبا وكان يعتبر مغذياً أكثر من جميع الحبوب الأخرى، ولكن كان أكثر الحبوب في المكانة المرموقة، وبالتالي أكثر الحبوب تكلفة. وإن الدقيق الأبيض المنخول ناعما الذي يعتبر الأوروبيين الحديثين أكثر دراية به يتم حفظه لصناعة الخبز للطبقات العليا. وباعتبارها واحدة ينحدر السلم الاجتماعي، وأصبح الخبز أكثر حشونة، وقتامة، وزيادة محتوي النخالة أو الرده به. وفي أوقات نقص الحبوب أو المجاعة التامة، يمكن أستكمال الحبوب مع بدائل أرخص وأقل من المرغوب فيها مثل الكستناء أو أبو فروة، والبقوليات المجفف، والجوز، والسرخس، ومجموعة واسعة من المواد النباتية الأكثر أو الأقل قيمة غذائية.
و كان الخبز المبلل واحداً من المكونات الأكثر شيوعا لوجبات الغذاء في العصور الوسطي، إما كجزء من مأدبة أو وجبة خفيفة صغيرة، فقطع الخبز مع سائل مثل النبيذ، أو الحساء، أو المرق، أو الصلصة، لابد أن تكون منقوعة ومشبعة بهذا السائل لتؤكل. كما أن هناك مشهد شائع أيضا على مائدة العشاء في القرون الوسطي وهي الفرومنتي (frumenty) وهي عبارة عن عصيدة القمح السميكه وفي كثيراً من الأحيان تكون مغلية في مرق اللحم وتتبل بالتوابل. وصُنعت العصائد من كل نوع من أنواع الحبوب، ويمكن أن تكون بمثابة حلويات أو أطباق للمرضى، إذا تم غليها في الحليب (أو حليب اللوز) وتكون محلاة بالسكر. وكانت الفطائر مليئة باللحوم، البيض، الخضروات، أو الفواكة منتشرة في جميع أنحاء أوروبا، كما كانت أيضا منتشرة الفطائر المحلاة، والفطائر، والكعك، والعديد من الحلويات أو المعجنات المماثلة. وبحلول أواخر العصور الوسطى، البسكويت (كوكيز cookies في الولايات المتحدة) وخاصة الرقائق، كانت تؤكل كحلوي، أصبحت الأطعمة التي تتمتع بمكانة عالية وأنها جاءت أيضا في العديد من الاصناف والاشكال. وكانت الحبوب، إما فتات الخبز أو الدقيق، كانت أيضا تستخدك كمكثف أو مادة مغلظة للقوام للحساء، إما بمفرده أو بالاشتراك مع حليب اللوز.

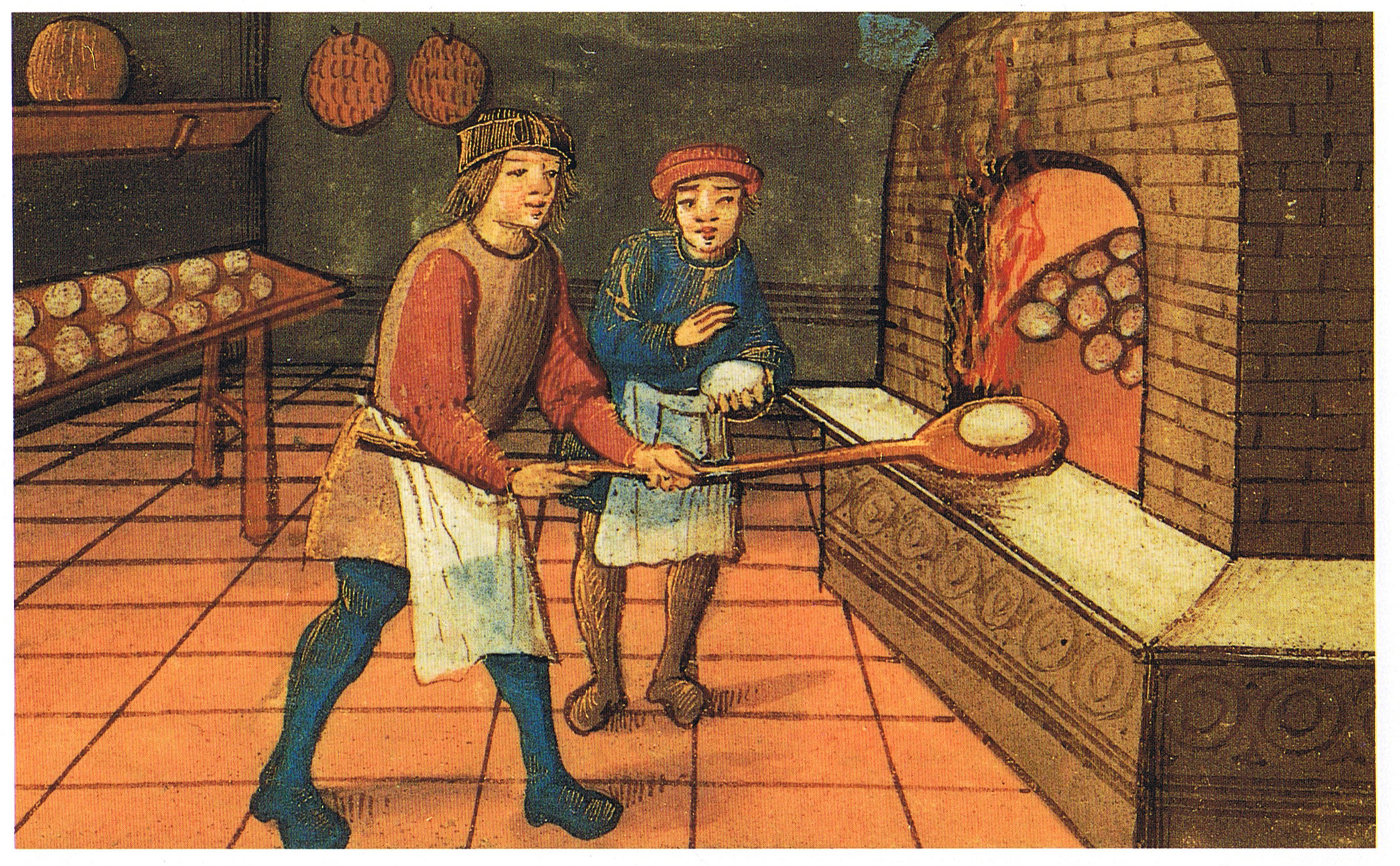
خباز مع مساعده. كما نري في الرسم التوضيحي، كانت الأرغفة المستديرة من بين الأرغفة الأكثر شيوعاً وأنتشاراً

إن أهمية الخبز كغذاء يومي يعني أن الخبازين لعبوا دوراً حاسما في أي مجتمع في القرون الوسطي. وكان أستهلاك الخبز كبيرا وعاليا في معظم دول أوروبا الغربية في القرن الرابع عشر (14). إن تقديرات استهلاك الخبز في مناطق مختلفة متشابهة إلي حد ما: حول 1 إلي 1.5 كجم (2.2 إلي 3.3 رطل) من الخبز للشخص الواحد في اليوم. ومن بين نقابات البلدة الأولي التي سيتم تنظيمها كانت للخبازين، وصدرت قوانين ولوائح للحفاظ على أسعار الخبز مستقرة. وفي قانون تحديد الموازين الأنجليزي بالنسبة للخبز والبيرة لعام 1266 ذكرت جدال واسع حيث تم تنظيم الحجم، والوزن، وسعر رغيف الخبز فيما يتعلق بأسعار الحبوب. وقد ارتفع هامش ربح الخباز المنصوص عليه في الجداول في وقت لاحق من خلال الضغط والتأثير الناجح من قبل شركه خبازين لندن بإضافة تكلفة كل شئ من الحطب والملح لزوجة الخباز، والمنزل، والكلب. منذ أن كان الخبز كجزءا أساسيا من النظام الغذائى في الهصور الوسطي، فإن الخداع والنصب من قبل أولئك الذين يحظون بثقة وائتمان بتموين وتوريد هذه السلعة الثمينة للمجتمع كان يعتبر جريمة خطيرة. وإن الخبازين الذين تم القبض عليهم بتمة العبث في الأوزان أو غش العجين بمكونات أقل تكلفة يمكن أن يتلقوا عقوبات قاسية. وهذا أعطي ارتفاع إلي عشرات من الخبازين. ويمكن للخباز أن يعطي 13 رغيف من الخبز بسعر 12 رغيف، للتاكيد على أنه لا يعرف الغش.

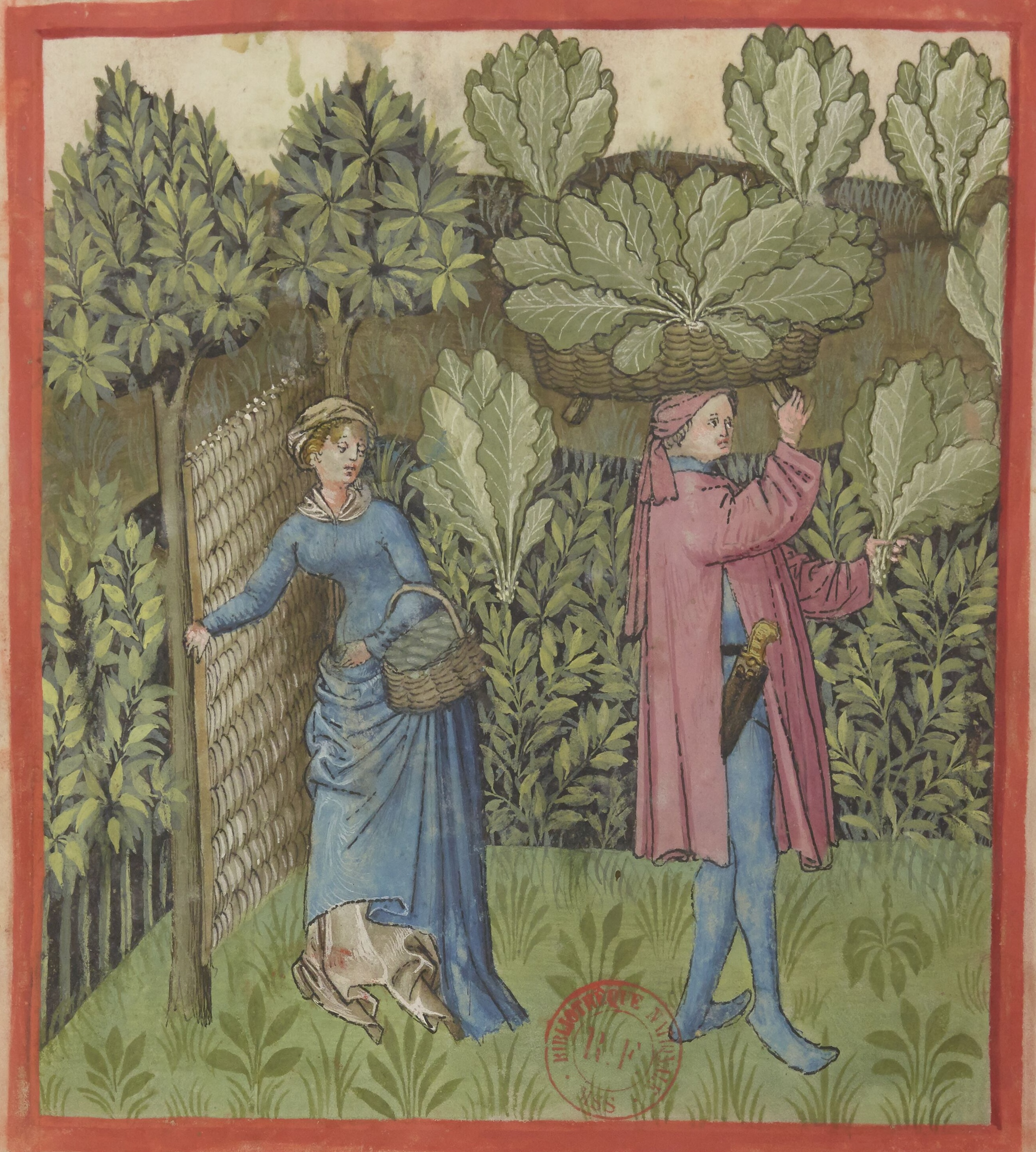
حصاد الملفوف، من كتاب تقويم الصحة، القرن الخامس عشر (15).

بينما كانت الحبوب المكون الأساسي لمعظم الوجبات، فإن الخضروات مثل الملفوف، والبنجر، والبصل، والثوم، والجزر كانت من المواد العذائية الشائعة والمنتشرة. وكانت تؤكل هذه الخضروات يوميا من قبل الفلاحين والعمال، ولكنها كانت أقل رقيا ومكانة من اللحوم. ففي كتب الطبخ تهدف في الغالب لأولئك الذين يمكن أن يتحملون مثل هذه الكماليات والرفاهيات، والتي ظهرت في أواخر العصور الوسطي، ويتضمن فقط عدد صغير من الوصفات باستخدام الخضروات كعنصر رئيسى أو مكون أساسي. فقد تم تفسير عدم وجود وصفات لكثير من أطباق الخضروات الأساسية ، مثل الشربة أو الحساء، لا يعني أنها كانت غائبة من وجبات الطعام من طبقة النبلاء، بل أنها تعتبر أساسية بحيث لا تتطلب تسجيل أو تدوين. وكان الجزر متوفر في عديد من الانواع خلال العصور الوسطي: ومن بين هذه الأنواع ألذ نوع وهو المائل إلى الحمرة أو الأرجواني بينما الاقل مكانة ورقياً هو النوع الأخضر والأصفر. كما أن البقول المختلفة والمتنوعة مثل الحمص والفول والبازلاء كانوا أيضا منتشرين ومصدرا هاما للبروتين، وخصوصا بين الطبقات الأقل والادني. وباستثناء البازلاء، وغالبا ما ينظر للبقوليات ببعض الشكوك من قبل أخصائيين التغذية وأنهم ينصحون الطبقة العليا، وذلك جزئيا فبسبب ميلها ألي التسبب في انتفاخ البطن ولكن أيضا لأنها ترتبط بغذاء الفلاحين الخشن. ويتضح أهمية الخضروات لعامة الناس عن طريق حسابات بألمانيا في القرن السادس عشر (16) مشيرا ألي أن العديد من الفلاحين يأكلون مخلل الملفوف من ثلاث إلي أربع مرات في اليوم.
كانت الفاكهة مشهورة ويمكن الحصول عليا طازجة، أو مجففة، أو محفوظة، وكانت عنصراً أو مكوناً شائعاً ومنتشراً في العديد من الأطباق المطبوخة. ومنذ أن كان السكر والعسل كلاهما باهظ الثمن، كان من الشائع أن تشمل أنواع عديدة من الفاكهة في الأطباق التي تحتاج إلى المُحلّيات من نوع ما. فالفاكهة التي يتم الأختيار منها في الجنوب هي الليمون، والأترنج، والنارنج (لم يتم عرض النوع الحلو حتي بعد عدة مئات من السنين)، والرمان، والسفرجل، وبطبيعة الحال العنب. وكان بعيداً في الشمال، كان التفاح، والكمثري، والخوخ، والفراولة أكثر شيوعاً وانتشاراً. كان التين والتمر يؤكل في جميع أنحاء أوروبا، ولكنهم ظلوا نوعاً ما من ضمن الواردات باهظة الثمن في الشمال.
و كانت المكونات المشتركة والشائعة والأساسية في العديد من المطابخ الحديثة مثل البطاطس، والفاصولياء، والكاكاو، والفانيليا، والطماطم، والفلفل الحار، وكان الذرة لم يتوفر لدي الأوروبيين حتي أواخر القرن الخامس عشر (15) بعد الأتصال الاوروبى مع الامريكتين، وحتي ذلك الحين فإنه قد استغرق وقتاً كبيرا للمواد الغذائية الجديدة تلكون مقبول من المجتمع ككل.

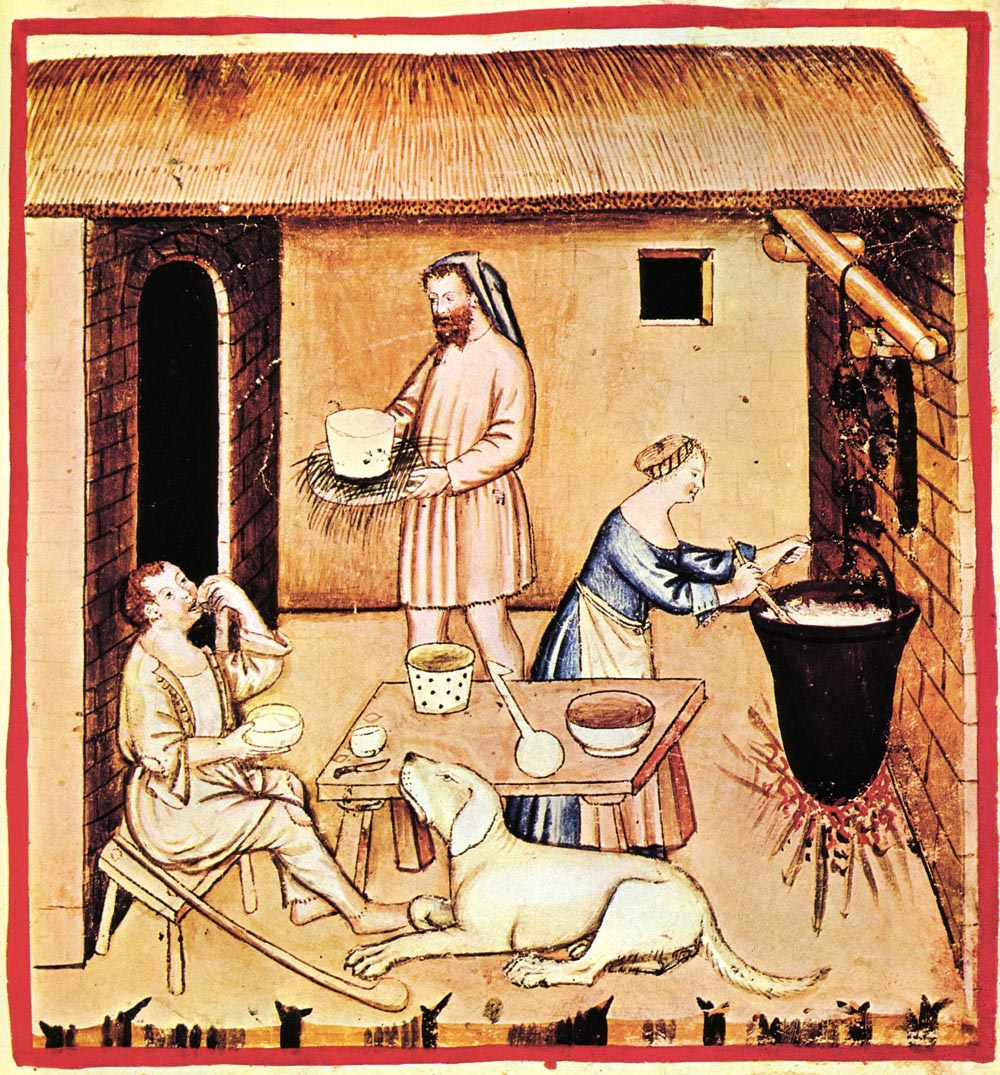
إعداد وتقديم الجبن، كتاب تقويم الصحة ، القرن الرابع عشر (14).

كان الحليب مصدراً هاماً للبروتين الحيواني بالنسبة لأولئك الذين لا يستطيعون تحمل تكلفة اللحوم. وكانت في معظم الأحيان تاتي من الأبقار، ولكن كان الحليب من الماعز والأغنام أيضا منتشراً وشائعاً. لم يكن يستهلك الحليب الطازج ببساطة من قبل الكبار بأستثناء الفقراء والمرضى فقد كانوا يتناولونه، وكان عادة ما تكون مخصصة للصغار جداً في السن أو للمسنين. وكان الفقراء البالغين أحيانا ما يشربون اللبن الخض أو الرائب أو شرش اللبن أو الحليب الذي كان مخمر أو المخفف بالماء. فكان الحليب الطازج عموماً أقل شيوعاً من غيرها من منتجاب الألبان بسبب عدم وجود تكنولوجيا لمنعها من الإفساد. وكان في بعض الأحيان والمناسبات يستخدم في مطابخ الطبقة العليا في الحساء، ولكنه كان من الصعب الحفاظ علي كميات كبيرة طازجة وكان حليب اللوز يستخدم عادة بدلا منه.
كان الجبن أكثر أهمية كمادة غذائية، وخاصة لعامة الناس، وقيل انه كان، خلال فترات عديدة، انها المزود الرئيسي للبوتين الحيواني بين الطبقات الأدني والأقل. وكان العديد من أصناف الجبن يؤكل اليوم، مثل الجبنة الهولاندية إدام، والفرنسية الشمالية بري، والإيطالية الشمالية البارميزان، وكانت هذه الأصناف متاحة ومعروفة للجميع في أوقات أواخر القرون الوسطي. كما أن هناك أيضا جبن مصنوع من شرش اللبن، مثل الريكوتا، مصنوعة من المنتجات الفرعية أو الثانوية من إنتاج الجبنة الأكثر صلابة. وكانت تستخدم الجبن في طبخ الفطائر والحساء، وفي الأواخر أصبحت من المأكولات والطعام المنتشر والمشترك في المناطق المتحدثين باللغة الألمانية. وكانت الزبدة، وهي منتج آخر هام من منتجات الألبان، في استخدام منتشر وشائع في مناطق شمال أوروبا والتي تخصصت في منتجات المواشي والأبقار في النصف الأخير من القرون الوسطي، والبلدان الأقل والأدني وأيضا جنوب الدول الأسكندنافية. في حين أن معظم المناطق الأخرى تستخدم ريت أو شحم الخنزير كدهون للطبخ، وكانت الزبدة هي وسيلة الطهي المهيمنة والمسيطرة في هذه المجالات. كما أن الأنتاج يسمع بالتصدير والربح من بداية القرن الثاني عشر (12) فصاعداً.

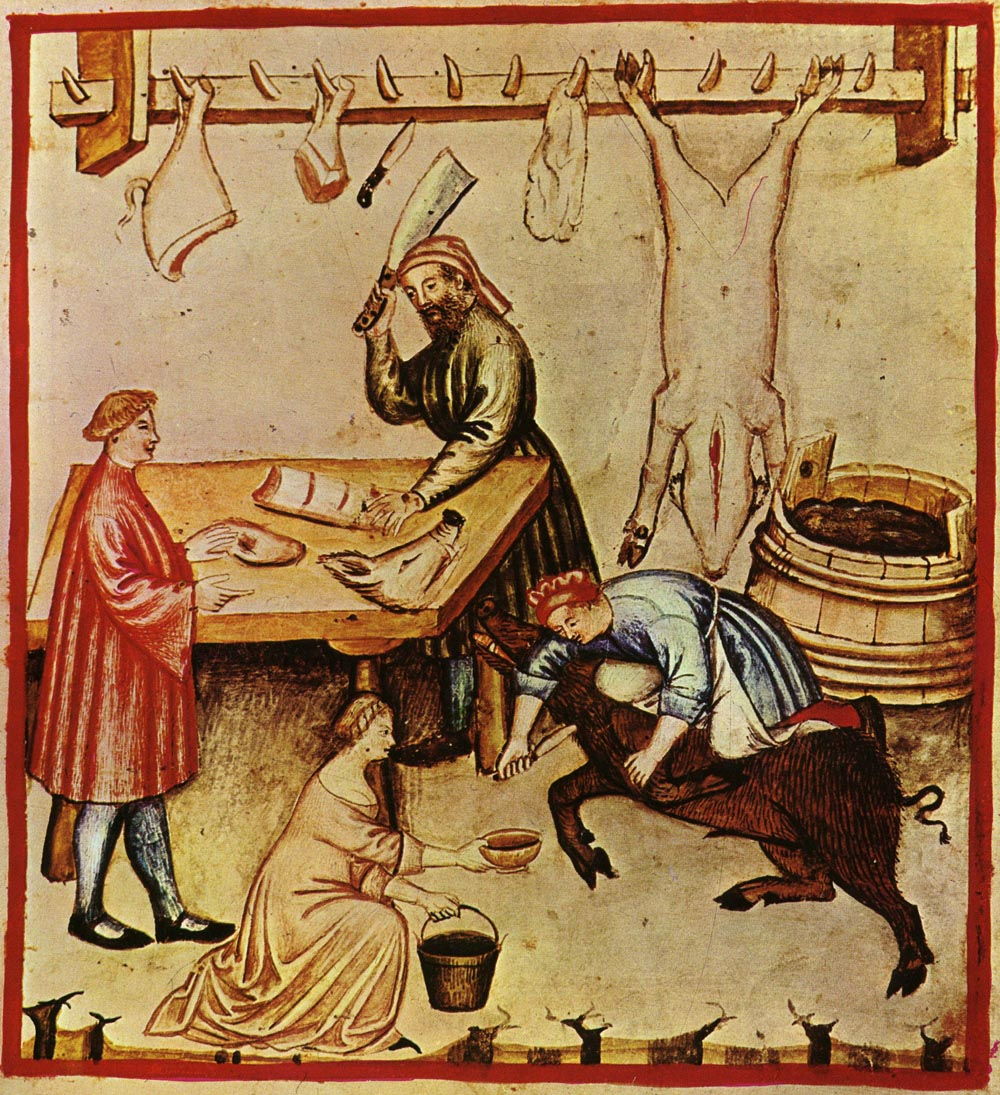
محل جزارة في القرن الرابع عشر (14). ويتم نزف خنزير كبير للتحضير للذبح. وجثة خنزير كاملة وقطع أخرى معلقة على الرف أو الحامل والعديد من قطع اللحم المختلفة تُعد وتُجهز من أجل الزبون.

في حين كانت جميع أشكال الحيوانات البرية منتشرة وشائعة بين أولئك الذين يمكنهم الحصول عليها، جاءت معظم اللحوم من الحيوانات الأليفة أو المستانسة. كما أنه يتم ذبح الحيوانات المستأنسة التي لم تعد قادرة على العمل ولكنها ليست فاتحة للشهية، وبالتالي كانت أقل اللحوم قيمة. وكانت لحوم الأبقار ليست شائعة مثل هذه اليوم وذلك لأن تربية الماشية والأبقار تتطلب عمالة مكثقة، وتتطلب المراعي والأعلاف، وكانت الثيران والأبقار أكثر قيمة بكثير وأنها تستخدم كحيوانات للجر ولأنتاج الحليب. وكان لحم الحمل والضأن شائعاً إلي حد كبير، لا سيما في المناطق التي توجد فيها صناعة كبيرة للصوف، كما كان أيضا لحم العجل أو البتلو هكذا. أما بالنسبة للأكثر شيوعاً كان لحم الخنزير، لآن الخنازير المستأنسة تتطليب اهتماماً أقل وأعلاف أرخص. وفي كثير من الأحيان تنطلق وتركض الخنازير المستانسة بحرية في البلدات ويمكنها أن تتغذي على مجرد أي نفايات عضوية، وكان للخنازير الرضيعة والصغيرة في السن طعماً شهيا ومرغوباً به. كما كانت تؤكل كل اجزاء الخنزير، بما في ذلك الأذنين، والأنف أو الخرطوم، والذيل، واللسان، والرحم. وكانت الأمعاء والمثانة والمعدة يمكن أستخدامهم كأغلفة للسجق أو حتي كطعام وهم مثل البيض العملاق. ومن بين هذه اللحوم هناك لحوم تعتبر نادرة اليوم أو غير ملائمة للأستهلاك البشري وهي القنفذ والنيص أو الشيهم، وانها ذكرت في بعض الأحيان في مجموعات وصفات أواخر القرون الوسطي. كما أن الأرانب ظلت سلعة نادرة وثمينة للغاية. وفي إنجلترا، تم إدخالها عمداً بحلول القرن الثالث عشر (13) وكانت مستعمراتهم محمية بعناية. وفي الجنوب، تربت وانتشرت الأرانب المستانسة من اجل لحومها وفرائها. كما أنهم كانوا ذات قيمة خاصة للأديرة، وذلك لأن الأرانب حديثي الولادة مثل السمك (أو على الاقل ليست من اللحوم) من قبل الكنيسة، وبالتالي يمكن أن تؤكل خلال الصوم الكبير.
كانت تؤكل مجموعة كبيرة من الطيور، بما في ذلك البجع، والطاووس، والسمان، والحجل، وطيور اللقلاق، والرافعات او الكركي، والقبرات، والعصفور التفاحي او الحسون، وطيور المغردة الأخرى التي يمكن تقع أو تُحاصر في الشباك، وأي الطيور البرية الأخرى التي مكن اصطيادها. وكانت البجع والطاووس مستانسة إلى حد ما، ولكن كانت تؤكل فقط من قبل النخبة الأجتماعية، وتم الثناء كثيرا على مظهرها الجميل من خلال الأطباق المزهلة والترفيه والمقبلات من اجل لحومها. كما هو الحال اليوم، فإن الإوز والبط يتم تربيتها وتدجينها ولكنها لم تكن شائعة ولها شعبية مثل الدجاج، أي أن لحم الدجاج تعادل الخنازير. ومن الملفت للنظر أنه كان من المعتقد أن الإوز أبيض الرأس كان يستنسخ وليس عن طريق وضع البيض مثل الطيور الأخرى، ولكن من خلال نموها في برنقيل الإوز، وكان بالتالي يعتبر طعاماً مقبولاً بالنسبة للصوم والصوم الكبير.
كانت اللحوم أكثر تكلفة من الأطعمة النباتية. على الرغم من انها غنية بالبروتينات، بلغت نسبه السعرات الحرارية بالنسبة للوزن في اللحوم أقل من الموجودة في المواد الغذائية النباتية. كما يمكن للحوم أن ترتفع لتصل إلي أربعة اضعاف تكلفتها مثل الخبز. وكانت الأسماك ترتفع لتصل إلي 16 أضعاف تكلفته، وأنها كانت مكلفة حتي بالنسبة لسكان المناطق الساحلية. وهذا يعني أن الصيام قد يعني اتباع نظام غذائى خاص وضئيل لألئك الذين لا يستطيعون تحمل بدائل اللحوم والمنتجات الحيوانية مثل الحليب والبيض. إلا أنه بعد الموت الأسود أو الطاعون وبعدما تم القضاء على نص سكان أوروبا، أصبحت اللحوم أكثر شيوعاً وانتشاراً حتي بالنسبة للأشخاص الأكثر فقراً. نتج عن أنخفاض حاد في اليد العاملة في العديد من المناطق المأهولة بالسكان، وهذا يعني أن الأجور ارتفعت. كما اسفرت عن مساحات شاسعة من الأراضى الزراعية المهملة، وجعلها متاحة للرعي ووضع الممزيد من اللحوم في السوق.

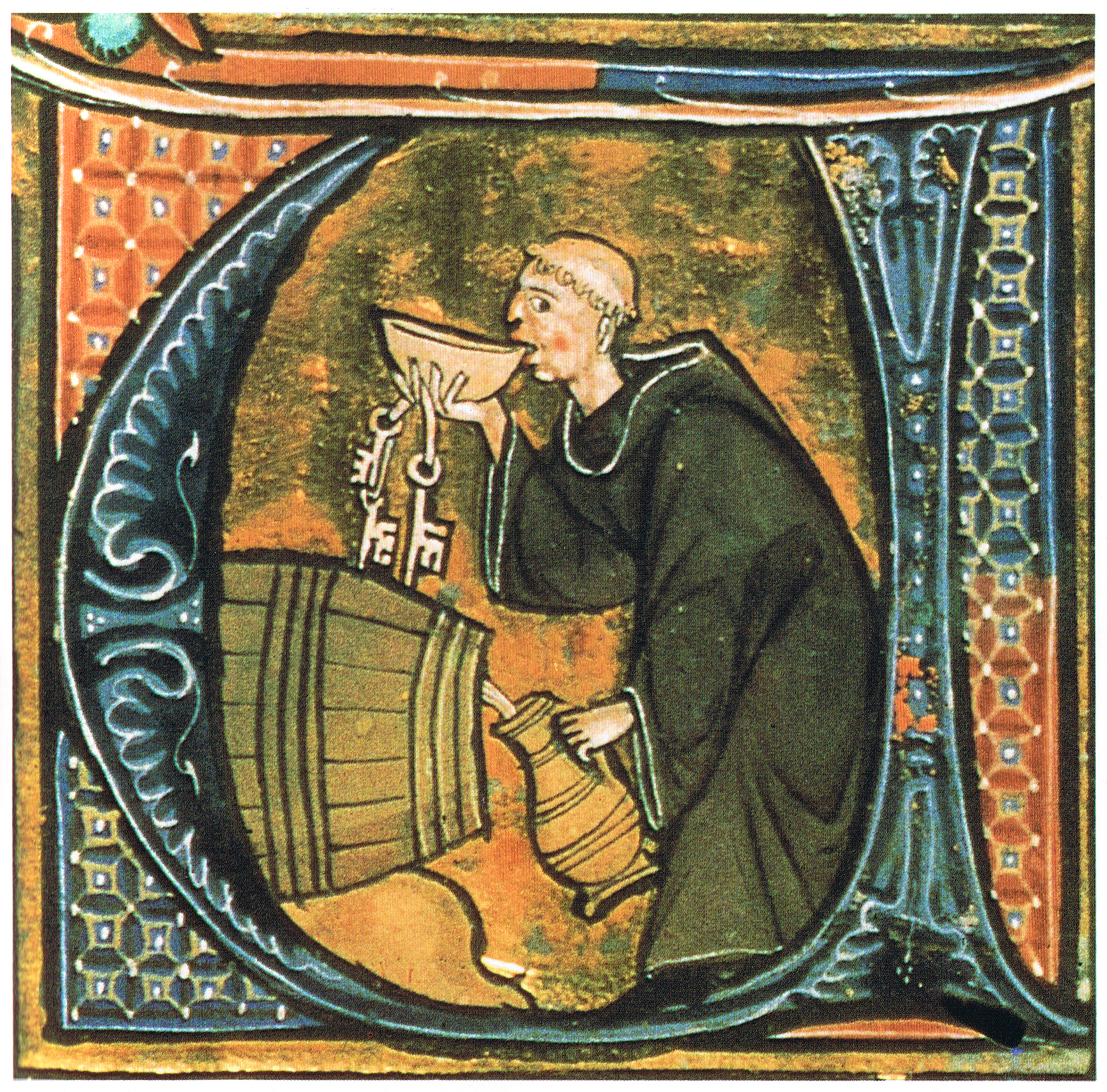
المسؤل عن الخمر في الدير يقوم بأختبار الخمر. هذا توضيح من نسخة من كتاب الرعاية الصحية بواسطة الدوبراندينو Aldobrandino من سيينا Siena. محفوظة في المكتبة البريطانية برقم، Sloane 2435, f. 44v.

في العصر الحديث، ينظر إلي المياة على أنها الخيار المشترك والشائع للشرب مع الوجبات. وفي العصور الوسطي، ومع ذلك، كان هناك مخاوف وقلق بشأن نقاء المياة، فالتوصيات الطبية وانخفاض مكانة المياة جعلتها اقل تفضيلاً ولم تعد مفضلة، وكان يُفضّل دائماً المشروبات الكحولية. وكان ينظر إلي المشروبات الكحولية على انها مغذية ومفيدة للهضم أكثر من الماء، كما ان بها شئ إضافى لا يقدر بثمن وهو كونها أقل عرضه للتعفن بسبب أنها تحتوي على الكحول. وكان يُستهلك النبيذ بصورة يومية في معظم انحاء فرنسا وجميع الأنحاء الغربية للبحر المتوسط حيثما يزرع العنب. اما في الشمال فإنه ظل المشروب المفضل بالنسبة للبرجوازية وطبقة النبلاء الذين يمكنهم ان يتحملوا نفقته، وأقل شيوعاً بكثير بين الفلاحين والعمال. كان مشروب عامة الناس في الأجزاء الشمالية من القارة هي الجعة والبيرة في المقام الأول. وقبل إدخال نبات الجنجل (وهو من الفصيلة القنبية)، كان من الصعب الحفاظ على المشروبات لأي وقت، ولذلك، كانت في الغالب تُستهلك طازجة (وكان هناك، مع ذلك، اشارات ومراجع تدل على استخدام الجنجل في البيرة في وقت مبكر من 822 م). فكان غير مصفًي، وبالتالي ملئ بالشوائب، وربما كانت محتوي الكحول أقل من المعادل النموذجي الحديث. كما أن هناك كميات من البيرة تستهلك من قبل سكان أوروبا في القرون الوسطي، وكما هو مسجل في الأدب المعاصر، فإنه هناك تجاوز كثير في العالم الحديث. وعلى سبيل المثال، كان بحارة انجلترا والدنمارك في القرن السادس عشر (16) تستقبل حصة من 1 جالون إمبراطوري (4.5 لتر؛ 1.2 جالون أمريكي) من البيرة يومياً. والفلاحين البولنديين تستهلك ما يصل إلي 3 لتر (0.66 جالون امبراطوري؛ 0.79 جالون أمريكي) من البيرة يوميا.
كانت العصائر، وكذلك النبيذ، لعدد وافر من الفواكة والتوت كانت معروفة على الأقل منذ العصور الرومانية القديمة وكانت لا تزال تستهلك في العصور الوسطي مثل: الرمان، والتوت، ونبيذ العليق او التوت، وعصير الكمثري، وعصير التفاح أو سيدر الذي كان يحظي بشعبية خاصه في الشمال حيث كان التفاح والكمثري يوجد بوفرة. وإن المشروبات التي بقيت حتي يومنا هذه تتضمن: البرونيل prunellé من الخوخ البري والسليفوفيتس slivovitz الموجود في العصر الحديث، والتوت الجن (وهو مشروب كحلي) ونبيذ العليق أو التوت. وتم العثور علي العديد من الانواع من شراب الميد (وهو شراب مخمر من العسل والجعة) في وصفات القرون الوسطي، سواء أن كان به أو بدون نسبة من الكحول. ومع ذلك، أصبح الشراب الذي يعتمد ويقوم على العسل أقل شيوعاً كشراب للمائدة في نهاية الفترة وانحدر في النهاية للأستخدام الطبى. وكثرا ما قُدم شراب الميد كمشروب شائع ومشترك بالنسبة للسلاف. وهذا صحيح جزئيا لأن شراب الميد يحمل قيمة رمزية كبيرة في الممناسبات المهمة. عند الاتفاق على المعاهدات والشؤون الاخري الهامة للدولة، وعلبا ما يقدم شراب الميد كهدية احتفالية. وكانت شائعاً في حفلات الأعراس والمعمودية (وهي دخول إنسان الحياة المسيحية)، بالرغم من كونه في كمية محددة نظرا لارتفاع سعره. وفي بولندا بالقرون الوسطي، كان لشراب الميد مكانة تعادل الكماليات والرفاهيات التي يتم استيرادها، مثل التوابل والخمور. وكان الكوميس Kumis، وهو حليب الأبل أو انثي الحصان المُخمّر، معروفاً في أوروبا، ولكن كان شراب الميد الشئ الأكثر وصفاً ومقرر من قبل الأطباء.
لم يكن يُستهلك الحليب العادي من قبل الكبار باستثناء الفقراء أو المرضى كانوا يستهلكونه، وكان يُحفظ للصغار في السن أو المسنين، فكانوا يستهلكون اللبن الخض او الرائب أو شرش اللبن. وكان الحليب الطارج عموماً أقل شيوعاً من غيره من منتجات الألبان بسبب عدم وجود تكنولوجيا لمنعها من الإفساد. وكان الشاي والقهوة مصنوعان من نباتات وجدت في العالم القديم، وكانت شعبية في شرق آسيا وفي العالم المسلم خلال العصور الوسطي. ومع ذلك، لم تكن هذه المشروبات الغير كحولية تُستهلك في أوروبا قبل نهاية القرن السادس عشر (16) وبداية القرن السابع عشر (17).

1. 
2. 
3. 
4. 
5. 
6. 
7. 
8. 
9. 
10. 
11. 
12. 
13. 
14. 
15. 
16. 
17. 
18. 
19. 
20. 
21. 
22. 
23. 
24. 
25. 
26. 
27. 
28. 
29. 
30. 
31. 
32. 
33. 
34. 
35. 
36. 
37. 
38. 
39. 
40. 
41. 
42. 
43. 
44. 
45. 
46. 
47. 
48. 
49. 
50. 
51. 
52. 
53. 
54. 
55. 
56. 
57. 
58. 
59. 
60. 
61. 
62. 
63. 
64. 
65. 
66. 
67. 
68. 
69. 
70. 
71. 
72. 
73. 
74. 
75. 
76. 
77. 

- Adamson, Melitta Weiss (editor), Food in the Middle Ages: A Book of Essays. Garland, New York. 1995. ISBN 0-85976-145-2
- Adamson, Melitta Weiss (editor), Regional Cuisines of Medieval Europe: A Book of Essays. Routledge, New York. 2002. ISBN 0-415-92994-6
- Adamson, Melitta Weiss, Food in Medieval Times. Greenwood Press, Westport, CT. 2004. ISBN 0-313-32147-7
- Bynum, Caroline, Holy Feast and Holy Fast: The Religious Significance of Food to Medieval Women. University of California Press, Berkeley. 1987. ISBN 0-520-05722-8
- Carlin, Martha & Rosenthal, Joel T. (editors), Food and Eating in Medieval Europe. The Hambledon Press, London. 1998. ISBN 1-85285-148-1
- Carnevale Schianca, Enrico, La cucina medievale. Lessico, storia, preparazioni. Olschki, Firenze. 2011. ISBN 978-88-222-6073-4
- Dembinska, Maria, Food and Drink in Medieval Poland: Rediscovering a Cuisine of the Past. translated by Magdalena Thomas, revised and adapted by William Woys Weaver. University of Pennsylvania Press, Philadelphia. 1999. ISBN 0-8122-3224-0
- Dickie, John, Delizia! The epic history of the Italians and their food. 2008.
- Dyer, Christopher, Everyday life in medieval England, Continuum International Publishing Group, 2000
- Eßlinger, Hans Michael (editor), Handbook of Brewing: Processes, Technology, Markets. Wiley-VCH, Weinheim. 2009. ISBN 978-3-527-31674-8
- Fenton, Alexander & Kisbán, Eszter (editors), Food in Change: Eating Habits from the Middle Ages to the Present Day. John Donald Publishers, Edinburgh. 1986. ISBN 0-85976-145-2
- The Fontana Economic History of Europe: The Middle Ages. Fontana, London. 1972. ISBN 0-00-632841-5
- Freedman, Paul Out of the East: Spices and the Medieval Imagination. Yale University Press, New Haven. 2008. ISBN 978-0-300-11199-6
- Hanson, Davd J. Preventing alcohol abuse: alcohol, culture, and control. Greenwood Publishing Group, Westport. 1995. ISBN 0-275-94926-5
- Harvey, Barbara F., Living and dying in England, 1100-1540: the monastic experience, Oxford University Press, 1993
- Henisch, Bridget Ann, Fast and Feast: Food in Medieval Society. The Pennsylvania State Press, University Park. 1976. ISBN 0-271-01230-7
- Hicks, Michael A., Revolution and consumption in late medieval England, Boydell & Brewer, 2001
- Hunt, Edwin S. & Murray, James H., A history of business in Medieval Europe, 1200-1550. Cambridge University Press, Cambridge. 1999. ISBN 0-521-49923-2
- Glick, Thomas, Livesey, Steven J. & Wallis, Faith (editors), Medieval Science, Technology, and Medicine: an Encyclopedia. Routledge, New York. 2005. ISBN 0-415-96930-1
- (بالفرنسية) Mulon, "Deux traités d'art culinaire médié", Bulletin philologique et historique. Comité des travaux historiques et scientifiques, Paris. 1958.
- Scully, Terence, The Art of Cookery in the Middle Ages. The Boydell Press, Woodbridge. 1995. ISBN 0-85115-611-8
- Toussant-Samat, Maguelonne, The History of Food. 2nd edition (translation: Anthea Bell) Wiley-Blackwell, Chichester. 2009. ISBN 978-1-4051-8119-8
- Woolgar, C.M., Food in medieval England: diet and nutrition, Oxford University Press, 2006
- Rambourg, Patrick, Histoire de la cuisine et de la gastronomie françaises, Paris, Ed. Perrin (coll. tempus n° 359), 2010, 381 pages. ISBN 978-2-262-03318-7

- Medieval Food - academic articles and videos
- Le Viandier de Taillevent - An online translation of the 14th century cookbook by James Prescott
- Medieval cookery books at the British Library نسخة محفوظة 20 أبريل 2007 على موقع واي باك مشين. - Learning resources on the medieval kitchen
- How to Cook Medieval - A guide on how to make medieval cuisine with modern ingredients
- The Forme of Cury - A late 14th-century English cookbook, available from مشروع غوتنبرغ
- Cariadoc's Miscellany - A collection of articles and recipes on medieval and عصر النهضة food
- MedievalCookery.com - Recipes, information, and notes about cooking in medieval Europe
- Olde Hansa - The medieval restaurant of Tallinn - Contains information about cooking, eating habit and culture during the hanseatic times
- Medieval Gastronomy - online exhibit of the Bibliothèque Nationale in Paris about food, cooking and meals as shown in paintings and images of medieval manuscripts
- Getting your bread in medieval society بي دي إف  (86.9 KB)
- Feeding the poor in medieval Catalonia
- Nutrition and the Early-Medieval Diet
- Dietary Requirements of the Medieval Peasant
- Making Medieval Sauces
- Pyes de Pares بي دي إف  (196 KB) - An historical experiment with pies as a way of preserving meat

- المطبخ العربي

### الآداب العامة للمائدة أو الاتيكيت

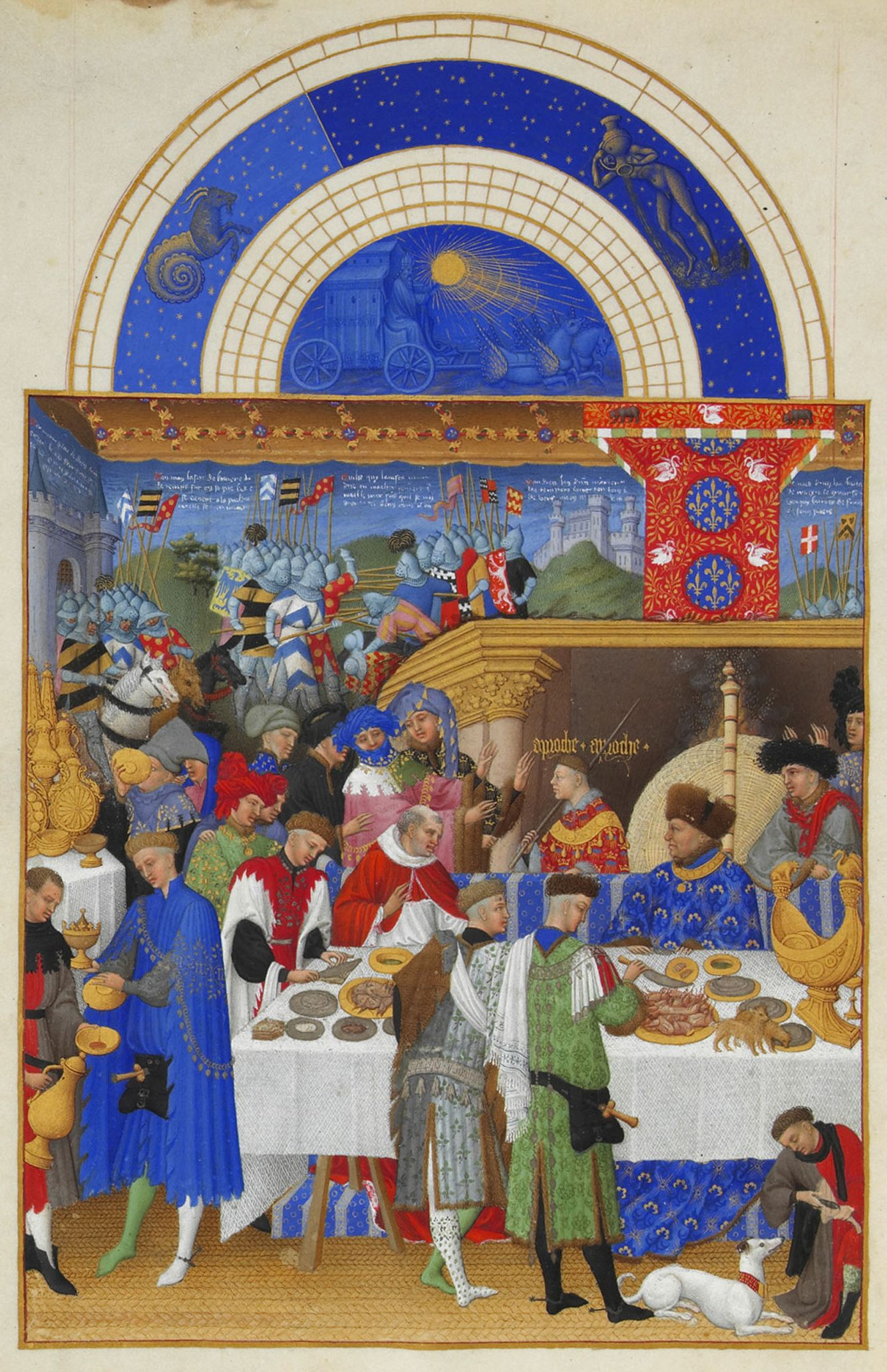
جون، دوق بيري يستمتع بتناول وجبة كبيرة. دوق يجلس على الطاولة العالية تحت مظلة فاخرة امام الموقد، يميل إلى العديد من الموظفين بما في ذلك نحات. على الطاولة التي تقع يسار دوق هو وعاء ذهبى للملح في شكل سفينة، كاليفورنيا 1410.

### الطبخ الاحترافي

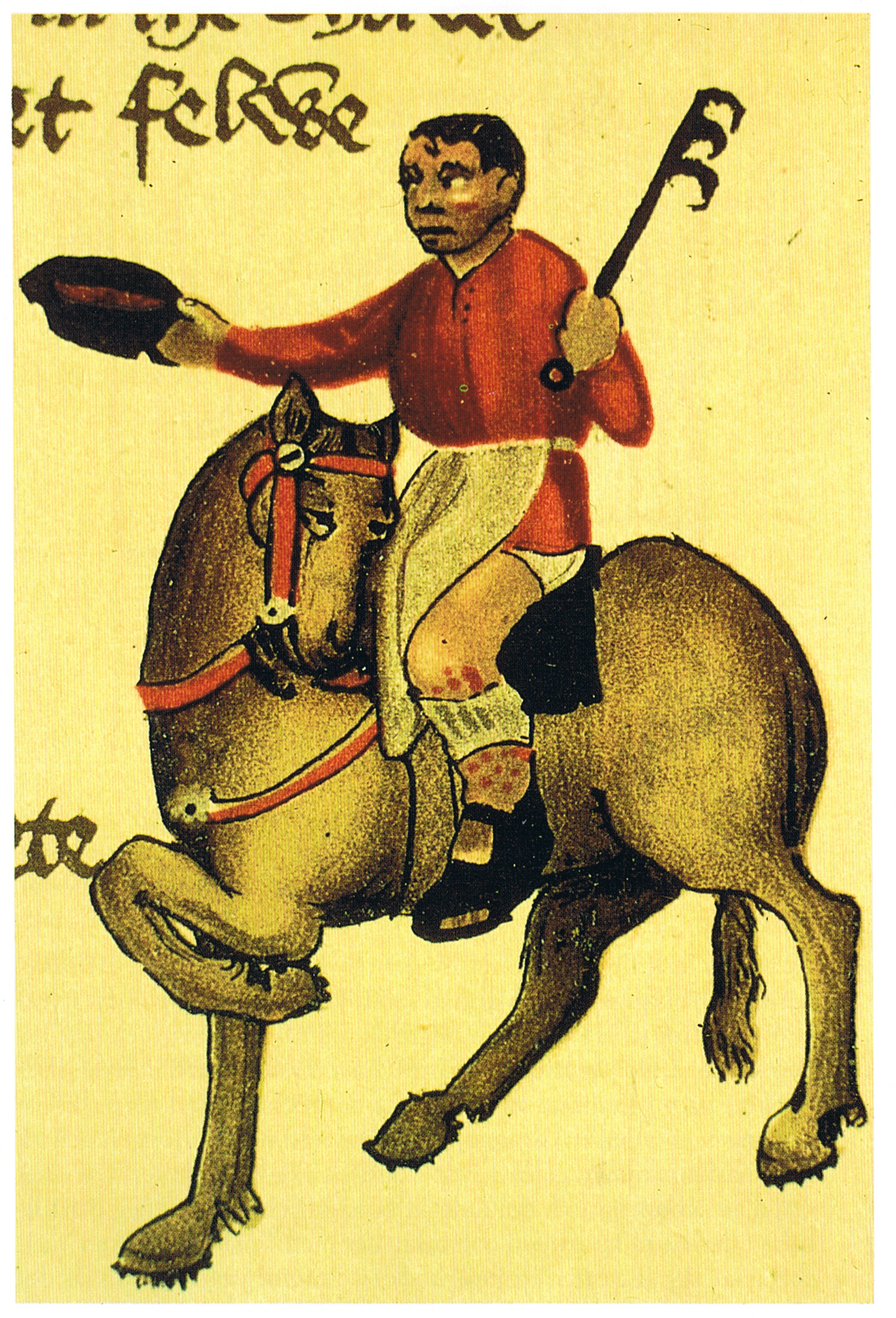
طباخ سيء السمعة من قصص كانتربري - لجيفري تشوير. لاحظ خطّاف اللحم الطويل في يده اليسري، إحدي أدوات الطبخ الأكثر شيوعا خلال العصور الوسطي ؛ مخطوطات إليسمير، عام 1410.

### الأسماك والمأكولات البحرية

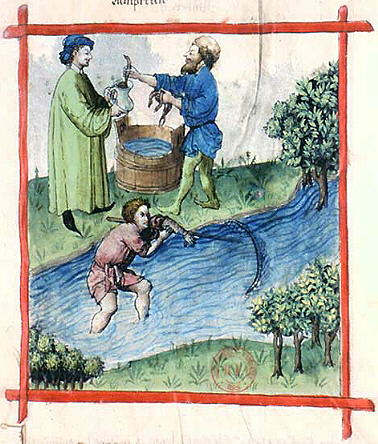
صيد سمك الجلكي من مجري مائى، كتاب تقويم الصحة، القرن الخامس عشر (15).

### النبيذ

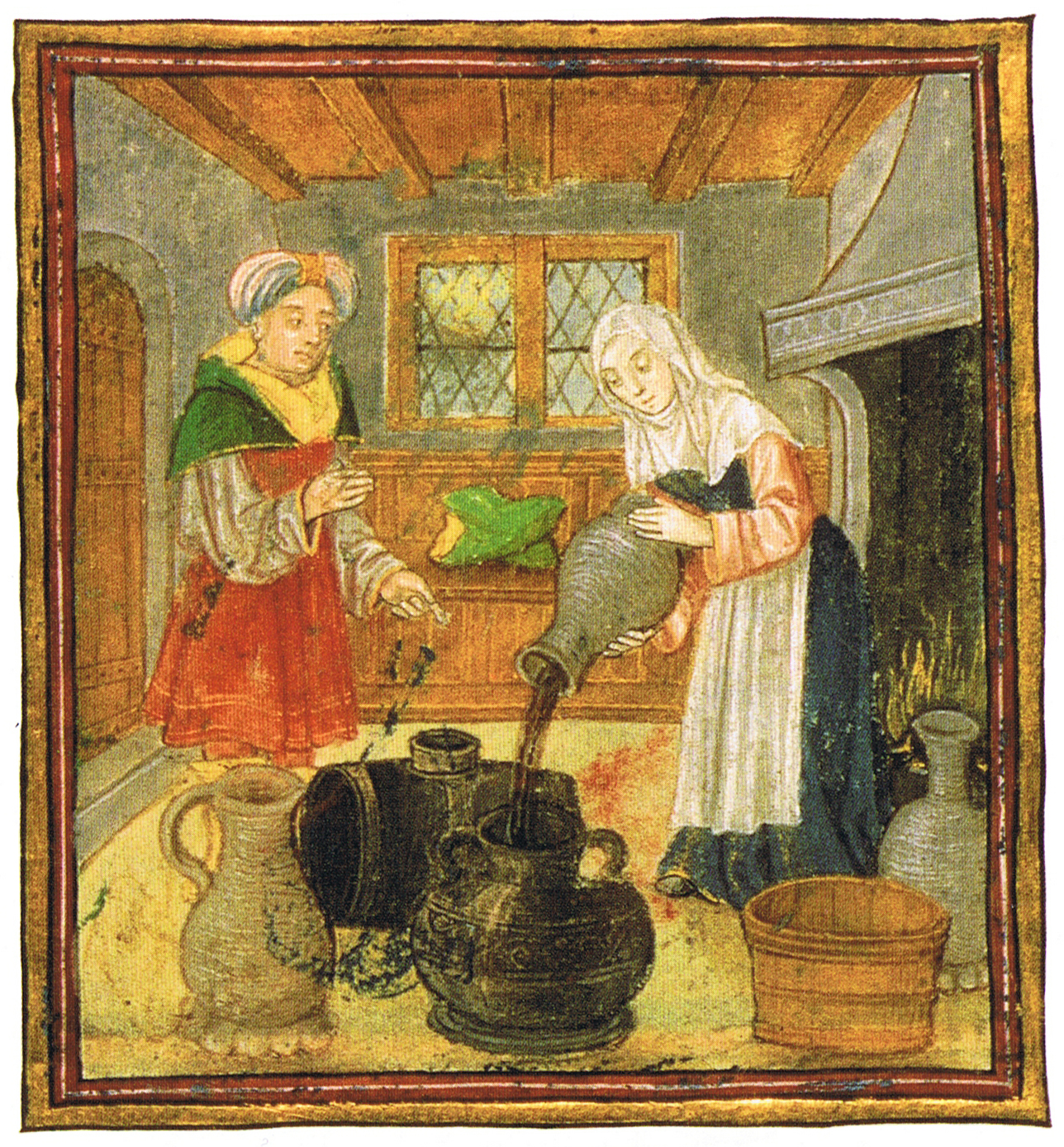
إحدي العاملات توضح كيفية التعامل وحفظ النبيذ بشكل صحيح.